# Wereldkampioenschap voetbal 2006 (kwalificatie UEFA)

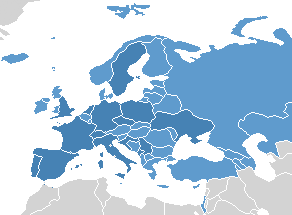
Gekwalificeerde landen
Niet gekwalificeerd

Om mee te doen aan het Wereldkampioenschap voetbal 2006 moesten de UEFA-landen (Europa) een voorronde spelen. In totaal namen 51 landen deel aan deze WK-kwalificatiereeks. De landenteams werden verdeeld in acht verschillende poules: vijf met zes landen en drie met zeven landen. Gastland Duitsland was automatisch gekwalificeerd en diende geen voorronde te spelen. Een van de nieuwkomers was de voormalige Sovjet-republiek Kazachstan, dat in 2002 was overgestapt van de Aziatische voetbalbond (AFC) naar de Europese voetbalbond (UEFA).

## Opzet
De ploegen in elke groep spelen tegen elkaar in een minicompetitie. Elk team speelt een uit- en thuiswedstrijd tegen elke andere ploeg uit de groep. De groepswinnaars kwalificeerden zich voor de WK-eindronde. De ploegen die als tweede eindigen worden gerangschikt volgens het aantal behaalde punten. Voor de eerlijkheid worden in de groepen met zeven landen de resultaten tegen de nummer laatst niet in rekening gebracht voor deze rangschikking. De twee beste van deze teams plaatsen zich eveneens rechtstreeks voor het wereldbekertoernooi. De zes andere teams worden uitgeloot om tegen elkaar te spelen in drie wedstrijden. De winnaars van deze heen- en terugwedstrijden kwalificeerden zich ten slotte ook nog voor de eindronde.

## Gekwalificeerde landen
| FIFA-lid             | Kwalificatie     | Kwal. datum      | Aantal dln. (inclusief 2006) | Dln. op rij | Eerste dln. | Laatste dln. | Titels (exclusief 2010) | Beste prestatie |
| -------------------- | ---------------- | ---------------- | ---------------------------- | ----------- | ----------- | ------------ | ----------------------- | --------------- |
| Duitsland            | Gastland         | 6 juli 2000      | 16e1                         | 14          | 1934        | 2002         | 3                       | Winnaar         |
| Nederland            | 1e Groep 1       | 8 oktober 2005   | 8e                           | 1           | 1934        | 1998         | 0                       | Tweede          |
| Oekraïne             | 1e Groep 2       | 3 september 2005 | 1e                           | 1           | 2006        | –            | 0                       | –               |
| Portugal             | 1e Groep 3       | 8 oktober 2005   | 4e                           | 2           | 1966        | 2002         | 0                       | Derde           |
| Frankrijk            | 1e Groep 4       | 12 oktober 2005  | 12e                          | 3           | 1930        | 2002         | 1                       | Winnaar         |
| Italië               | 1e Groep 5       | 8 oktober 2005   | 16e                          | 12          | 1930        | 2002         | 3                       | Winnaar         |
| Engeland             | 1e Groep 6       | 8 oktober 2005   | 12e                          | 3           | 1950        | 2002         | 1                       | Winnaar         |
| Polen                | 2e Groep 6       | 8 oktober 2005   | 7e                           | 2           | 1938        | 2002         | 0                       | Derde           |
| Servië en Montenegro | 1e Groep 7       | 12 oktober 2005  | 10e2                         | 1           | 1930        | 1998         | 0                       | Halve finale    |
| Kroatië              | 1e Groep 8       | 8 oktober 2005   | 3e                           | 3           | 1998        | 2002         | 0                       | Derde           |
| Zweden               | 2e Groep 8       | 8 oktober 2005   | 11e                          | 2           | 1934        | 2002         | 0                       | Tweede          |
| Spanje               | Winnaar play-off | 16 november 2005 | 12e                          | 8           | 1934        | 2002         | 0                       | Vierde          |
| Zwitserland          | Winnaar play-off | 16 november 2005 | 8e                           | 1           | 1934        | 1994         | 0                       | Kwartfinale     |
| Tsjechië             | Winnaar play-off | 16 november 2005 | 9e3                          | 1           | 1934        | 1990         | 0                       | Tweede          |

1 Inclusief deelnames van West-Duitsland, exclusief 1 deelname van de DDR.
2 Inclusief deelnames van Joegoslavië.
3 Inclusief deelnames van Tsjecho-Slowakije.

## Loting
De loting voor deze kwalificatie vond plaats op 5 december 2003 in Frankfurt, Duitsland. Bij de loting werden de landen verdeeld in 6 potten, bij de rangschikking werd rekening gehouden met de resultaten van het kwalificatietoernooi van het wereldkampioenschap in 2002 en het Europees kampioenschap 2004. Kazachstan deed aan beide toernooien niet mee en kwam daarom op laagste plek terecht. Vooraf werd tevens bepaald dat Engeland, Frankrijk, Italië en Spanje in een groep met 6 landen terecht zou komen.
| Pot 1                                                             | Pot 2                                                              | Pot 3                                                                                          | Pot 4                                                                         | Pot 5                                                                         | Pot 6                                                                        | Pot 7                        |
| ----------------------------------------------------------------- | ------------------------------------------------------------------ | ---------------------------------------------------------------------------------------------- | ----------------------------------------------------------------------------- | ----------------------------------------------------------------------------- | ---------------------------------------------------------------------------- | ---------------------------- |
| Frankrijk Portugal Zweden Tsjechië Spanje Italië Engeland Turkije | Nederland Kroatië België Denemarken Rusland Ierland Slovenië Polen | Bulgarije Roemenië Schotland Servië en Montenegro Zwitserland Griekenland Slowakije Oostenrijk | Oekraïne IJsland Finland Noorwegen Israël Bosnië en Herzegovina Letland Wales | Hongarije Georgië Wit-Rusland Cyprus Estland Noord-Ierland Litouwen Macedonië | Albanië Armenië Moldavië Azerbeidzjan Faeröer Malta San Marino Liechtenstein | Andorra Luxemburg Kazachstan |

## Regels voor rangschikking
Wanneer twee landen met evenveel punten eindigen in de rangschikking, worden volgende criteria gebruikt om de ploegen verder te rangschikken:
1. meestal aantal punten behaald uit de twee onderlinge duels van de twee gelijke geëindigde ploegen
2. doelpuntensaldo in de twee onderlinge duels
3. meest doelpunten gescoord in de twee onderlinge duels
4. doelpuntensaldo in alle groepswedstrijden
5. meest doelpunten in alle groepswedstrijden
6. een play-off op neutraal terrein, met verlengingen en penalty’s (tijdens de kwalificatie)
7. lottrekking (in het eindtoernooi)

Dit betekende een kleine wijziging ten opzichte van het Wereldkampioenschap voetbal 2002, waar het totale doelpuntensaldo als eerste criterium gold.

## Groepen en wedstrijden

### Groep 1
Na het EK in 2004, waarbij het Nederlands Elftal weliswaar de halve finale haalde, maar het spel en de sfeer rond het team onbevredigend was, nam coach Dick Advocaat ontslag. Zijn opvolger werd Marco van Basten, op dat moment trainer van het jeugdteam van Ajax en geen ervaring hebbend als hoofdcoach. Van Basten was de topscorer en grote man van het Nederlands Elftal, dat in 1988 Europees kampioen werd. Nederland onderging een verjongingskuur: spelers als Jaap Stam en Frank de Boer stopten als international, Marco van Basten selecteerde Patrick Kluivert en Clarence Seedorf niet meer. Daar stond tegenover dat een batterij aan debutanten werden geselecteerd, bij een aantal bleek het een eenmalig succes, spelers als Dirk Kuyt en Robin van Persie groeiden later wel uit tot basisspelers. Van Basten was vooral gecharmeerd van de spelers van AZ, in de komende twee jaar zouden negen spelers het Nederlands Elftal halen.
De eerste tegenstander was meteen de grootste concurrent: Tsjechië was op het laatste EK zowel in de kwalificatie als in de eindronde te sterk. Tsjechië kon niet beschikken over zijn sterspeler Pavel Nedved die geblesseerd was geraakt tijdens hetzelfde EK, hij zou later zelfs bedanken voor het nationale team. Bij Nederland ontbrak spits Ruud van Nistelrooij, hij was twee wedstrijden geschorst door de UEFA vanwege zijn kritiek op de scheidsrechter tijdens de halve finale van het EK, de eeuwige reservespits Pierre van Hooijdonk was zijn vervanger. Het vernieuwde Nederland had het zwaar tegen Tsjechië, maar door sterk keeperswerk van Edwin van der Sar en twee doelpunten van Van Hooijdonk won Nederland met 2-0. Na een halve misstap tegen Macedonië (2-2) veroverde Nederland de eerste positie van de groep door misstappen van de aanvankelijke koploper Roemenië tegen Tsjechië (1-0 nederlaag) en een 1-1 gelijkspel tegen Armenië.
Voor de uitwedstrijd tegen Roemenië verbaasde van Basten opnieuw door de zojuist bij Ajax gedebuteerde Ryan Babel en Hedwiges Maduro te selecteren. Nederland won met 0-2, beide spelers debuteerden en Babel scoorde zelfs het tweede doelpunt. Ook de thuiswedstrijd werd met 2-0 gewonnen, Mark van Bommel werd snel in de tweede wedstrijd gewisseld. Van Bommel werd niet opgeroepen voor de volgende wedstrijd tegen Finland, omdat hij zijn verdedigende taken niet goed uitvoerde De wedstrijd tegen Roemenië zou altijd een stempel op hun relatie zijn. Nederland had het zwaar tegen Finland, kwam wel op een 1-0 voorsprong dankzij Ruud van Nistelrooy en liep in de tweede helft verder uit (4-0). Met nog vier wedstrijden te spelen behield Nederland één punt voorsprong op Tsjechië, Roemenië stond op grote achterstand met zes punten minder en één wedstrijd meer gespeeld.
Op de negende speeldag maakte Nederland een belangrijke stap richting WK-deelname, zelf boekte het een (moeizame) 0-1 zege in en tegen Armenië, terwijl Tsjechië met 2-0 van Roemenië verloor. Voor het beslissende duel in Praag had Nederland een voorsprong van vier punten, een gelijkspel zou goed genoeg zijn voor plaatsing. Net als een jaar eerder had Tsjechië de overhand, vooral Milan Baros was een plaag voor de Nederlandse verdediging, maar na het derde bijna-strafschop geval, waar Baros bij betrokken was gaf de scheidsrechter een strafschop. Van der Sar stopte de door Tomáš Rosický genomen strafschop, vlak daarna kwam Nederland op voorsprong door een snelle combinatie tussen Arjen Robben en afmaker Rafael van der Vaart. Nog voor rust scoorde Barry Opdam het tweede doelpunt, waarna Nederland zich kwalificeerde voor de eindronde. Tsjechië moest nu de laatste wedstrijd van Finland winnen om Roemenië voor te blijven voor een plaats in de Play-Offs. Tsjechië won met 0-3 in Helsinki en moest in de Play-Offs tegen Noorwegen spelen.
| Nr. | Land      | GW | W  | G | V | DV | DT | DS  | Ptn | Resultaat                              |
| --- | --------- | -- | -- | - | - | -- | -- | --- | --- | -------------------------------------- |
| 1   | Nederland | 12 | 10 | 2 | 0 | 27 | 3  | +24 | 32  | Gekwalificeerd voor het hoofdtoernooi. |
| 2   | Tsjechië  | 12 | 9  | 0 | 3 | 35 | 12 | +23 | 27  | Play-off                               |
| 3   | Roemenië  | 12 | 8  | 1 | 3 | 20 | 10 | +10 | 25  |                                        |
| 4   | Finland   | 12 | 5  | 1 | 6 | 21 | 19 | +2  | 16  |                                        |
| 5   | Macedonië | 12 | 2  | 3 | 7 | 11 | 24 | –13 | 9   |                                        |
| 6   | Armenië   | 12 | 2  | 1 | 9 | 9  | 25 | –16 | 7   |                                        |
| 7   | Andorra   | 12 | 1  | 2 | 9 | 4  | 34 | –30 | 5   |                                        |

|                                           |                                      |         |         |                                                                                |
| 18 augustus 2004 «onderlinge duels» 20:00 | Macedonië                            | 3 – 0   | Armenië | Philip II Arena, Skopje Toeschouwers: 4.375 Scheidsrechter: Anton Guenov (BUL) |
| 18 augustus 2004 «onderlinge duels» 20:00 | Pandev 5' Šakiri 37' Šumulikoski 90' | Verslag |         | Philip II Arena, Skopje Toeschouwers: 4.375 Scheidsrechter: Anton Guenov (BUL) |

|                                           |                    |         |                  |                                                                                         |
| 18 augustus 2004 «onderlinge duels» 20:30 | Roemenië           | 2 – 1   | Finland          | Giuleștistadion, Boekarest Toeschouwers: 17.500 Scheidsrechter: Grzegorz Gilewski (POL) |
| 18 augustus 2004 «onderlinge duels» 20:30 | Mutu 50' Petre 90' | Verslag | 90+3' Jerjomenko | Giuleștistadion, Boekarest Toeschouwers: 17.500 Scheidsrechter: Grzegorz Gilewski (POL) |

|                                           |                                    |         |         |                                                                                |
| 4 september 2004 «onderlinge duels» 17:00 | Finland                            | 3 – 0   | Andorra | Ratina Stadion, Tampere Toeschouwers: 7.437 Scheidsrechter: Zeljko Siric (CRO) |
| 4 september 2004 «onderlinge duels» 17:00 | Jerjomenko 42', 64' Riihilahti 58' | Verslag |         | Ratina Stadion, Tampere Toeschouwers: 7.437 Scheidsrechter: Zeljko Siric (CRO) |

|                                           |                    |         |             |                                                                                        |
| 4 september 2004 «onderlinge duels» 20:30 | Roemenië           | 2 – 1   | Macedonië   | Ion Oblemencostadion, Craiova Toeschouwers: 14.500 Scheidsrechter: Konrad Plautz (AUT) |
| 4 september 2004 «onderlinge duels» 20:30 | Pancu 15' Mutu 88' | Verslag | 70' Vasoski | Ion Oblemencostadion, Craiova Toeschouwers: 14.500 Scheidsrechter: Konrad Plautz (AUT) |

|                                           |                  |         |                                          | |
| 8 september 2004 «onderlinge duels» 16:00 | Andorra          | 1 – 5   | Roemenië                                 | Estadi Comunal d'Andorra la Vella, Andorra la Vella Toeschouwers: 1.100 Scheidsrechter: Knut Kircher (DUI) |
| 8 september 2004 «onderlinge duels» 16:00 | Pujol 28' (pen.) | Verslag | 1', 17' Cernat 5', 83' Pancu 70' Niculae | Estadi Comunal d'Andorra la Vella, Andorra la Vella Toeschouwers: 1.100 Scheidsrechter: Knut Kircher (DUI) |

|                                           |                        |         |          |                                                                                   |
| 8 september 2004 «onderlinge duels» 20:30 | Nederland              | 2 – 0   | Tsjechië | Amsterdam ArenA, Amsterdam Toeschouwers: 48.488 Scheidsrechter: Markus Merk (DUI) |
| 8 september 2004 «onderlinge duels» 20:30 | Van Hooijdonk 34', 84' | Verslag |          | Amsterdam ArenA, Amsterdam Toeschouwers: 48.488 Scheidsrechter: Markus Merk (DUI) |

|                                           |         |         |                             | |
| 8 september 2004 «onderlinge duels» 21:00 | Armenië | 0 – 2   | Finland                     | Republikeins Stadion Vazgen Sargsian, Jerevan Toeschouwers: 2.864 Scheidsrechter: Paulius Malzinskas (LTU) |
| 8 september 2004 «onderlinge duels» 21:00 |         | Verslag | 24' Forssell 67' Jerjomenko | Republikeins Stadion Vazgen Sargsian, Jerevan Toeschouwers: 2.864 Scheidsrechter: Paulius Malzinskas (LTU) |

|                                         |            |         |          |                                                                                |
| 9 oktober 2004 «onderlinge duels» 17:00 | Tsjechië   | 1 – 0   | Roemenië | Toyota Arena, Praag Toeschouwers: 16.028 Scheidsrechter: Roberto Rosetti (ITA) |
| 9 oktober 2004 «onderlinge duels» 17:00 | Koller 36' | Verslag |          | Toyota Arena, Praag Toeschouwers: 16.028 Scheidsrechter: Roberto Rosetti (ITA) |

|                                         |                             |         |                 |                                                                                  |
| 9 oktober 2004 «onderlinge duels» 17:00 | Finland                     | 3 – 1   | Armenië         | Ratina Stadion, Tampere Toeschouwers: 7.894 Scheidsrechter: Herbert Fandel (DUI) |
| 9 oktober 2004 «onderlinge duels» 17:00 | Kuqi 9', 87' Jerjomenko 28' | Verslag | 32' Shahgeldyan | Ratina Stadion, Tampere Toeschouwers: 7.894 Scheidsrechter: Herbert Fandel (DUI) |

|                                         |                        |         |                     |                                                                                     |
| 9 oktober 2004 «onderlinge duels» 20:30 | Macedonië              | 2 – 2   | Nederland           | Philip II Arena, Skopje Toeschouwers: 15.000 Scheidsrechter: Peter Fröjdfeldt (SWE) |
| 9 oktober 2004 «onderlinge duels» 20:30 | Pandev 45' Stojkov 71' | Verslag | 42' Bouma 65' Kuijt | Philip II Arena, Skopje Toeschouwers: 15.000 Scheidsrechter: Peter Fröjdfeldt (SWE) |

|                                          |             |         |           | |
| 13 oktober 2004 «onderlinge duels» 15:00 | Andorra     | 1 – 0   | Macedonië | Estadi Comunal d'Andorra la Vella, Andorra la Vella Toeschouwers: 350 Scheidsrechter: Stefano Podesci (SMR) |
| 13 oktober 2004 «onderlinge duels» 15:00 | Bernaus 60' | Verslag |           | Estadi Comunal d'Andorra la Vella, Andorra la Vella Toeschouwers: 350 Scheidsrechter: Stefano Podesci (SMR) |

|                                          |         |         |                            | |
| 13 oktober 2004 «onderlinge duels» 20:20 | Armenië | 0 – 3   | Tsjechië                   | Republikeins Stadion Vazgen Sargsian, Jerevan Toeschouwers: 3.205 Scheidsrechter: Jacek Granat (POL) |
| 13 oktober 2004 «onderlinge duels» 20:20 |         | Verslag | 3', 75' Koller 30' Rosický | Republikeins Stadion Vazgen Sargsian, Jerevan Toeschouwers: 3.205 Scheidsrechter: Jacek Granat (POL) |

|                                          |                                       |         |            |                                                                                       |
| 13 oktober 2004 «onderlinge duels» 20:30 | Nederland                             | 3 – 1   | Finland    | Amsterdam ArenA, Amsterdam Toeschouwers: 50.000 Scheidsrechter: Stephen Bennett (ENG) |
| 13 oktober 2004 «onderlinge duels» 20:30 | Sneijder 39' van Nistelrooij 41', 63' | Verslag | 13' Tainio | Amsterdam ArenA, Amsterdam Toeschouwers: 50.000 Scheidsrechter: Stephen Bennett (ENG) |

|                                           |           |         |                        |                                                                             |
| 17 november 2004 «onderlinge duels» 17:30 | Macedonië | 0 – 2   | Tsjechië               | Philip II Arena, Skopje Toeschouwers: 7.000 Scheidsrechter: Urs Meier (SUI) |
| 17 november 2004 «onderlinge duels» 17:30 |           | Verslag | 88' Lokvenc 90' Koller | Philip II Arena, Skopje Toeschouwers: 7.000 Scheidsrechter: Urs Meier (SUI) |

|                                           |              |         |            | |
| 17 november 2004 «onderlinge duels» 19:00 | Armenië      | 1 – 1   | Roemenië   | Republikeins Stadion Vazgen Sargsian, Jerevan Toeschouwers: 1.403 Scheidsrechter: Frank De Bleeckere (BEL) |
| 17 november 2004 «onderlinge duels» 19:00 | Dokhoyan 60' | Verslag | 29' Marica | Republikeins Stadion Vazgen Sargsian, Jerevan Toeschouwers: 1.403 Scheidsrechter: Frank De Bleeckere (BEL) |

|                                           |         |         |                                  |                                                                                      |
| 17 november 2004 «onderlinge duels» 20:30 | Andorra | 0 – 3   | Nederland                        | Mini Estadi, Barcelona (Spanje) Toeschouwers: 2.000 Scheidsrechter: Alon Yefet (ISR) |
| 17 november 2004 «onderlinge duels» 20:30 |         | Verslag | 21' Cocu 31' Robben 78' Sneijder | Mini Estadi, Barcelona (Spanje) Toeschouwers: 2.000 Scheidsrechter: Alon Yefet (ISR) |

|                                          |           |       |         |                                                                                 |
| 9 februari 2005 «onderlinge duels» 16:00 | Macedonië | 0 – 0 | Andorra | Philip II Arena, Skopje Toeschouwers: 5.000 Scheidsrechter: Johan Verbist (BEL) |
| 9 februari 2005 «onderlinge duels» 16:00 | Verslag   |       |         | Philip II Arena, Skopje Toeschouwers: 5.000 Scheidsrechter: Johan Verbist (BEL) |

|                                        |                                            |         |                                           |                                                                                   |
| 26 maart 2005 «onderlinge duels» 17:00 | Tsjechië                                   | 4 – 3   | Finland                                   | Na Stínadlech, Teplice Toeschouwers: 16.200 Scheidsrechter: Claus Bo Larsen (DEN) |
| 26 maart 2005 «onderlinge duels» 17:00 | Baroš 7' Rosický 34' Polák 58' Lokvenc 87' | Verslag | 46' Litmanen 73' Riihilahti 79' Johansson | Na Stínadlech, Teplice Toeschouwers: 16.200 Scheidsrechter: Claus Bo Larsen (DEN) |

|                                        |                              |         |           | |
| 26 maart 2005 «onderlinge duels» 18:00 | Armenië                      | 2 – 1   | Andorra   | Republikeins Stadion Vazgen Sargsian, Jerevan Toeschouwers: 2.100 Scheidsrechter: Joseph Attard (MLT) |
| 26 maart 2005 «onderlinge duels» 18:00 | Hakobyan 30' Khachatryan 73' | Verslag | 56' Silva | Republikeins Stadion Vazgen Sargsian, Jerevan Toeschouwers: 2.100 Scheidsrechter: Joseph Attard (MLT) |

|                                        |          |         |                   |                                                                                             |
| 26 maart 2005 «onderlinge duels» 20:00 | Roemenië | 0 – 2   | Nederland         | Giuleștistadion, Boekarest Toeschouwers: 16.100 Scheidsrechter: Luis Medina Cantalejo (ESP) |
| 26 maart 2005 «onderlinge duels» 20:00 |          | Verslag | 1' Cocu 84' Babel | Giuleștistadion, Boekarest Toeschouwers: 16.100 Scheidsrechter: Luis Medina Cantalejo (ESP) |

|                                        |         |         |                                                                   | |
| 30 maart 2005 «onderlinge duels» 16:50 | Andorra | 0 – 4   | Tsjechië                                                          | Estadi Comunal d'Andorra la Vella, Andorra la Vella Toeschouwers: 900 Scheidsrechter: Stefan Messner (AUT) |
| 30 maart 2005 «onderlinge duels» 16:50 |         | Verslag | 31' (pen.) Jankulovski 40' Baroš 53' Lokvenc 90+2' (pen.) Rosický | Estadi Comunal d'Andorra la Vella, Andorra la Vella Toeschouwers: 900 Scheidsrechter: Stefan Messner (AUT) |

|                                        |            |         |                |                                                                               |
| 30 maart 2005 «onderlinge duels» 20:00 | Macedonië  | 1 – 2   | Roemenië       | Philip II Arena, Skopje Toeschouwers: 15.000 Scheidsrechter: Tom Ovrebo (NOR) |
| 30 maart 2005 «onderlinge duels» 20:00 | Maznov 31' | Verslag | 18', 58' Mitea | Philip II Arena, Skopje Toeschouwers: 15.000 Scheidsrechter: Tom Ovrebo (NOR) |

|                                        |                                 |         |         |                                                                                        |
| 30 maart 2005 «onderlinge duels» 20:30 | Nederland                       | 2 – 0   | Armenië | Philips Stadion, Eindhoven Toeschouwers: 35.000 Scheidsrechter: Mattea Trefoloni (ITA) |
| 30 maart 2005 «onderlinge duels» 20:30 | Castelen 3' van Nistelrooij 33' | Verslag |         | Philips Stadion, Eindhoven Toeschouwers: 35.000 Scheidsrechter: Mattea Trefoloni (ITA) |

|                                      |                                                                                      |         |           |                                                                                 |
| 4 juni 2005 «onderlinge duels» 17:00 | Tsjechië                                                                             | 8 – 1   | Andorra   | Stadion u Nisy, Liberec Toeschouwers: 9.520 Scheidsrechter: Selçuk Dereli (TUR) |
| 4 juni 2005 «onderlinge duels» 17:00 | Lokvenc 12', 90+2' Koller 30' Šmicer 37' Galásek 52' Baroš 79' Rosický 84' Polák 86' | Verslag | 36' Riera | Stadion u Nisy, Liberec Toeschouwers: 9.520 Scheidsrechter: Selçuk Dereli (TUR) |

|                                      |                 |         |                        | |
| 4 juni 2005 «onderlinge duels» 20:00 | Armenië         | 1 – 2   | Macedonië              | Republikeins Stadion Vazgen Sargsian, Jerevan Toeschouwers: 2.870 Scheidsrechter: Tomasz Mikulski (POL) |
| 4 juni 2005 «onderlinge duels» 20:00 | Manucharian 55' | Verslag | 29' (pen.), 47' Pandev | Republikeins Stadion Vazgen Sargsian, Jerevan Toeschouwers: 2.870 Scheidsrechter: Tomasz Mikulski (POL) |

|                                      |                      |         |          |                                                                                            |
| 4 juni 2005 «onderlinge duels» 20:30 | Nederland            | 2 – 0   | Roemenië | Stadion Feijenoord, Rotterdam Toeschouwers: 47.000 Scheidsrechter: Messimo De Santis (ITA) |
| 4 juni 2005 «onderlinge duels» 20:30 | Robben 26' Kuijt 47' | Verslag |          | Stadion Feijenoord, Rotterdam Toeschouwers: 47.000 Scheidsrechter: Messimo De Santis (ITA) |

|                                      |                                                 |         |            |                                                                                        |
| 8 juni 2005 «onderlinge duels» 17:00 | Tsjechië                                        | 6 – 1   | Macedonië  | Na Stínadlech, Teplice Toeschouwers: 14.150 Scheidsrechter: Arturo Dauden Ibanez (ESP) |
| 8 juni 2005 «onderlinge duels» 17:00 | Koller 41', 45', 48', 52' Rosický 73' Baroš 87' | Verslag | 13' Pandev | Na Stínadlech, Teplice Toeschouwers: 14.150 Scheidsrechter: Arturo Dauden Ibanez (ESP) |

|                                      |                          |         |         |                                                                                          |
| 8 juni 2005 «onderlinge duels» 20:30 | Roemenië                 | 3 – 0   | Armenië | Stadionul Farul, Constanța Toeschouwers: 5.146 Scheidsrechter: Athanassios Briakos (GRE) |
| 8 juni 2005 «onderlinge duels» 20:30 | Petre 29' Bucur 40', 78' | Verslag |         | Stadionul Farul, Constanța Toeschouwers: 5.146 Scheidsrechter: Athanassios Briakos (GRE) |

|                                      |         |         |                                                       |                                                                                    |
| 8 juni 2005 «onderlinge duels» 21:00 | Finland | 0 – 4   | Nederland                                             | Olympisch Stadion, Helsinki Toeschouwers: 37.786 Scheidsrechter: Alain Hamer (LUX) |
| 8 juni 2005 «onderlinge duels» 21:00 |         | Verslag | 36' van Nistelrooij 76' Kuijt 85' Cocu 87' Van Persie | Olympisch Stadion, Helsinki Toeschouwers: 37.786 Scheidsrechter: Alain Hamer (LUX) |

|                                           |           |         |                              |                                                                                   |
| 17 augustus 2005 «onderlinge duels» 20:00 | Macedonië | 0 – 3   | Finland                      | Philip II Arena, Skopje Toeschouwers: 6.800 Scheidsrechter: Matthew Messias (ENG) |
| 17 augustus 2005 «onderlinge duels» 20:00 |           | Verslag | 8', 45' Jerjomenko 87' Roiha | Philip II Arena, Skopje Toeschouwers: 6.800 Scheidsrechter: Matthew Messias (ENG) |

|                                           |               |         |         |                                                                                 |
| 17 augustus 2005 «onderlinge duels» 21:30 | Roemenië      | 2 – 0   | Andorra | Stadionul Farul, Constanța Toeschouwers: 8.200 Scheidsrechter: Haim Jakov (ISR) |
| 17 augustus 2005 «onderlinge duels» 21:30 | Mutu 29', 41' | Verslag |         | Stadionul Farul, Constanța Toeschouwers: 8.200 Scheidsrechter: Haim Jakov (ISR) |

|                                           |         |       |         | |
| 3 september 2005 «onderlinge duels» 16:00 | Andorra | 0 – 0 | Finland | Estadi Comunal d'Andorra la Vella, Andorra la Vella Toeschouwers: 860 Scheidsrechter: Johny Ver Eecke (BEL) |
| 3 september 2005 «onderlinge duels» 16:00 | Verslag |       |         | Estadi Comunal d'Andorra la Vella, Andorra la Vella Toeschouwers: 860 Scheidsrechter: Johny Ver Eecke (BEL) |

|                                           |               |         |          |                                                                                  |
| 3 september 2005 «onderlinge duels» 21:00 | Roemenië      | 2 – 0   | Tsjechië | Stadionul Farul, Constanța Toeschouwers: 7.000 Scheidsrechter: Terje Hauge (NOR) |
| 3 september 2005 «onderlinge duels» 21:00 | Mutu 28', 56' | Verslag |          | Stadionul Farul, Constanța Toeschouwers: 7.000 Scheidsrechter: Terje Hauge (NOR) |

|                                           |         |         |                     | |
| 3 september 2005 «onderlinge duels» 22:00 | Armenië | 0 – 1   | Nederland           | Republikeins Stadion Vazgen Sargsian, Jerevan Toeschouwers: 1.747 Scheidsrechter: Stuart Dougal (SCO) |
| 3 september 2005 «onderlinge duels» 22:00 |         | Verslag | 64' van Nistelrooij | Republikeins Stadion Vazgen Sargsian, Jerevan Toeschouwers: 1.747 Scheidsrechter: Stuart Dougal (SCO) |

|                                           |                                    |         |              |                                                                                   |
| 7 september 2005 «onderlinge duels» 17:30 | Tsjechië                           | 4 – 1   | Armenië      | Andrův stadion, Olomouc Toeschouwers: 12.015 Scheidsrechter: Martin Hansson (SWE) |
| 7 september 2005 «onderlinge duels» 17:30 | Heinz 47' Polák 52', 76' Baroš 58' | Verslag | 85' Hakobyan | Andrův stadion, Olomouc Toeschouwers: 12.015 Scheidsrechter: Martin Hansson (SWE) |

|                                           |                                                   |         |            |                                                                                      |
| 7 september 2005 «onderlinge duels» 19:00 | Finland                                           | 5 – 1   | Macedonië  | Ratina Stadion, Tampere Toeschouwers: 6.467 Scheidsrechter: Kristinn Jakobsson (ISL) |
| 7 september 2005 «onderlinge duels» 19:00 | Forssell 10', 12', 61' Tihinen 41' Jerjomenko 54' | Verslag | 48' Maznov | Ratina Stadion, Tampere Toeschouwers: 6.467 Scheidsrechter: Kristinn Jakobsson (ISL) |

|                                           |                                                     |         |         |                                                                                       |
| 7 september 2005 «onderlinge duels» 20:30 | Nederland                                           | 4 – 0   | Andorra | Philips Stadion, Eindhoven Toeschouwers: 34.000 Scheidsrechter: Attila Hanacsek (HUN) |
| 7 september 2005 «onderlinge duels» 20:30 | Van der Vaart 23' Cocu 27' van Nistelrooij 43', 89' | Verslag |         | Philips Stadion, Eindhoven Toeschouwers: 34.000 Scheidsrechter: Attila Hanacsek (HUN) |

|                                         |         |         |                 |                                                                                     |
| 8 oktober 2005 «onderlinge duels» 17:00 | Finland | 0 – 1   | Roemenië        | Olympisch Stadion, Helsinki Toeschouwers: 11.500 Scheidsrechter: Anton Guenov (BUL) |
| 8 oktober 2005 «onderlinge duels» 17:00 |         | Verslag | 41' (pen.) Mutu | Olympisch Stadion, Helsinki Toeschouwers: 11.500 Scheidsrechter: Anton Guenov (BUL) |

|                                         |          |         |                             |                                                                           |
| 8 oktober 2005 «onderlinge duels» 20:30 | Tsjechië | 0 – 2   | Nederland                   | Toyota Arena, Praag Toeschouwers: 17.478 Scheidsrechter: Alain Sars (FRA) |
| 8 oktober 2005 «onderlinge duels» 20:30 |          | Verslag | 31' Van der Vaart 38' Opdam | Toyota Arena, Praag Toeschouwers: 17.478 Scheidsrechter: Alain Sars (FRA) |

|                                          |         |         |                                      | |
| 12 oktober 2005 «onderlinge duels» 16:00 | Andorra | 0 – 3   | Armenië                              | Estadi Comunal d'Andorra la Vella, Andorra la Vella Toeschouwers: 430 Scheidsrechter: Ian Stokes (IRL) |
| 12 oktober 2005 «onderlinge duels» 16:00 |         | Verslag | 40' (e.d.) Sonejee 52', 62' Hakobyan | Estadi Comunal d'Andorra la Vella, Andorra la Vella Toeschouwers: 430 Scheidsrechter: Ian Stokes (IRL) |

|                                          |         |         |                              |                                                                                               |
| 12 oktober 2005 «onderlinge duels» 18:30 | Finland | 0 – 3   | Tsjechië                     | Olympisch Stadion, Helsinki Toeschouwers: 11.234 Scheidsrechter: Manuel Mejuto Gonzales (ESP) |
| 12 oktober 2005 «onderlinge duels» 18:30 |         | Verslag | 6' Jun 51' Rosický 58' Heinz | Olympisch Stadion, Helsinki Toeschouwers: 11.234 Scheidsrechter: Manuel Mejuto Gonzales (ESP) |

|                                          |           |       |           |                                                                                      |
| 12 oktober 2005 «onderlinge duels» 19:30 | Nederland | 0 – 0 | Macedonië | Amsterdam ArenA, Amsterdam Toeschouwers: 50.000 Scheidsrechter: Stefano Farina (ITA) |
| 12 oktober 2005 «onderlinge duels» 19:30 | Verslag   |       |           | Amsterdam ArenA, Amsterdam Toeschouwers: 50.000 Scheidsrechter: Stefano Farina (ITA) |

### Groep 2
Groep 2 was een zware groep met vier kanshebbers voor kwalificatie: Denemarken, dat zich al vier keer achter elkaar plaatste voor een groot toernooi en op het EK in Portugal goed presteerde, de nummer drie van het laatste WK Turkije, Oekraïne dat zich steeds net niet plaatste voor een groot toernooi en vooral de plotselinge Europese kampioen Griekenland, dat onder de Duitse coach Otto Rehhagel met een defensieve speelstijl de Europese elite verraste. Kazachstan werd voor de eerste keer ingedeeld van de Aziatische naar de Europese zone, een succes werd het niet, het haalde maar één punt in twaalf wedstrijden.
De start van Griekenland was hopeloos, het verloor met 2-1 van Albanië, dat al na tien minuten met 2-0 voor stond en gecoacht werd door de Duitse oud-international Hans-Peter Briegel. De Europese kampioen won pas zijn vierde wedstrijd en had meteen een achterstand in deze groep. Denemarken en Turkije liepen ook al averij op, ze kwamen beiden niet verder dan een gelijkspel tegen Georgië.  De koppositie werd voor het kalenderjaar 2004 genomen door Oekraïne, het speelde gelijk tegen Denemarken (uit) en Griekenland (thuis), won in de laatste minuut met 2-1 van Kazachstan door een doelpunt van Roeslan Rotan en nam een voorsprong van vijf punten op Turkije door met 0-3 te winnen, Andrij Sjevtsjenko scoorde twee keer.
Griekenland mocht weer hopen op WK-deelname na een 2-1 zege op Denemarken, de Denen haakten voorlopig af na een volgende nederlaag, tegen koploper Oekraïne. Naaste achtervolgers Griekenland en Turkije speelden de koploper verder in de kaart door in juni doelpuntloos gelijk te spelen. Drie dagen later had De Europese kampioen nog een kans op rechtstreekse kwalificatie in de thuiswedstrijd tegen Oekraïne, maar door een 0-1 overwinning nam Oekraïne een grote voorsprong, na negen wedstrijden was de voorsprong zeven punten op Turkije en acht op Griekenland.,
In september werd Oekraïne het eerste Europese land dat zich plaatste voor het WK ondanks puntverlies tegen Georgië. De strijd om de tweede plaats bleef spannend, Denemarken en Turkije speelden gelijk tegen elkaar, hetgeen vooral voordelig leek voor Griekenland. Turkije boekte drie dagen later een noodzakelijke 0-1 zege in Kiev en had nu twee en vier punten voorsprong op respectievelijk Griekenland en Denemarken maar wel een wedstrijd meer gespeeld. Volgende cruciale wedstrijd was Denemarken - Griekenland, Griekenland moest winnen om te voorkomen dat de Europese kampioen thuis bleef. Het ook voor zijn laatste kans strijdende Denemarken won echter dankzij een inschattingsfout van doelman Antonios Nikopolidis en een te defensieve instelling van de Grieken. Het niet spelende Turkije had nu op de laatste speeldag de beste papieren, dankzij een doelpunt van Tümer Metin in de 58e minuut won de ploeg van Albanië en moest nu in de Play Offs afrekenen met Zwitserland.
| Nr. | Land        | GW | W | G | V  | DV | DT | DS  | Ptn | Resultaat                              |
| --- | ----------- | -- | - | - | -- | -- | -- | --- | --- | -------------------------------------- |
| 1   | Oekraïne    | 12 | 7 | 4 | 1  | 18 | 7  | +11 | 25  | Gekwalificeerd voor het hoofdtoernooi. |
| 2   | Turkije     | 12 | 6 | 5 | 1  | 23 | 9  | +14 | 23  | Play-off                               |
| 3   | Denemarken  | 12 | 6 | 4 | 2  | 24 | 12 | +12 | 22  |                                        |
| 4   | Griekenland | 12 | 6 | 3 | 3  | 15 | 9  | +6  | 21  |                                        |
| 5   | Albanië     | 12 | 4 | 1 | 7  | 11 | 20 | –9  | 13  |                                        |
| 6   | Georgië     | 12 | 2 | 4 | 6  | 14 | 25 | –11 | 10  |                                        |
| 7   | Kazachstan  | 12 | 0 | 1 | 11 | 6  | 29 | –23 | 1   |                                        |

|                                           |              |         |           |                                                                         |
| 4 september 2004 «onderlinge duels» 20:00 | Denemarken   | 1 – 1   | Oekraïne  | Parken, Kopenhagen Toeschouwers: 36.335 Scheidsrechter: Urs Meier (SUI) |
| 4 september 2004 «onderlinge duels» 20:00 | Jørgensen 9' | Verslag | 56' Husin | Parken, Kopenhagen Toeschouwers: 36.335 Scheidsrechter: Urs Meier (SUI) |

|                                           |           |         |              | |
| 4 september 2004 «onderlinge duels» 20:00 | Turkije   | 1 – 1   | Georgië      | Hüseyin Avni Akerstadion, Trabzon Toeschouwers: 10.169 Scheidsrechter: Luis Medina Cantalejo (ESP) |
| 4 september 2004 «onderlinge duels» 20:00 | Tekke 49' | Verslag | 85' Asatiani | Hüseyin Avni Akerstadion, Trabzon Toeschouwers: 10.169 Scheidsrechter: Luis Medina Cantalejo (ESP) |

|                                           |                     |         |                    |                                                                                                  |
| 4 september 2004 «onderlinge duels» 20:45 | Albanië             | 2 – 1   | Griekenland        | Qemal Stafastadion, Tirana Toeschouwers: 15.800 Scheidsrechter: Eduardo Iturralde González (ESP) |
| 4 september 2004 «onderlinge duels» 20:45 | Murati 2' Aliaj 11' | Verslag | 38' Giannakopoulos | Qemal Stafastadion, Tirana Toeschouwers: 15.800 Scheidsrechter: Eduardo Iturralde González (ESP) |

|                                           |                               |         |         |                                                                                         |
| 8 september 2004 «onderlinge duels» 20:00 | Georgië                       | 2 – 0   | Albanië | Micheil Meschistadion, Tbilisi Toeschouwers: 20.000 Scheidsrechter: Mark Courtney (NIR) |
| 8 september 2004 «onderlinge duels» 20:00 | Iasjvili 15' Demetradze 90+1' | Verslag |         | Micheil Meschistadion, Tbilisi Toeschouwers: 20.000 Scheidsrechter: Mark Courtney (NIR) |

|                                           |               |         |                      |                                                                                          |
| 8 september 2004 «onderlinge duels» 21:00 | Kazachstan    | 1 – 2   | Oekraïne             | Almatı Ortalıq Stadionı, Almaty Toeschouwers: 23.000 Scheidsrechter: Pedro Proença (POR) |
| 8 september 2004 «onderlinge duels» 21:00 | Karpovich 34' | Verslag | 14' Byelik 90' Rotan | Almatı Ortalıq Stadionı, Almaty Toeschouwers: 23.000 Scheidsrechter: Pedro Proença (POR) |

|                                           |             |       |         |                                                                                              |
| 8 september 2004 «onderlinge duels» 21:45 | Griekenland | 0 – 0 | Turkije | Georgios Karaiskákisstadion, Piraeus Toeschouwers: 32.182 Scheidsrechter: Anders Frisk (SWE) |
| 8 september 2004 «onderlinge duels» 21:45 | Verslag     |       |         | Georgios Karaiskákisstadion, Piraeus Toeschouwers: 32.182 Scheidsrechter: Anders Frisk (SWE) |

|                                         |                 |         |              |                                                                                         |
| 9 oktober 2004 «onderlinge duels» 19:15 | Oekraïne        | 1 – 1   | Griekenland  | NSK Olimpiejsky, Kiev Toeschouwers: 56.000 Scheidsrechter: Manuel Mejuto González (ESP) |
| 9 oktober 2004 «onderlinge duels» 19:15 | Sjevtsjenko 48' | Verslag | 83' Tsiartas | NSK Olimpiejsky, Kiev Toeschouwers: 56.000 Scheidsrechter: Manuel Mejuto González (ESP) |

|                                         |                                         |         |            |                                                                                              |
| 9 oktober 2004 «onderlinge duels» 20:00 | Turkije                                 | 4 – 0   | Kazachstan | Şükrü Saracoğlustadion, Istanboel Toeschouwers: 39.900 Scheidsrechter: Vladimír Hriňák (SVK) |
| 9 oktober 2004 «onderlinge duels» 20:00 | Gökdeniz 17' Nihat 50' Tekke 90', 90+3' | Verslag |            | Şükrü Saracoğlustadion, Istanboel Toeschouwers: 39.900 Scheidsrechter: Vladimír Hriňák (SVK) |

|                                         |         |         |                            |                                                                                      |
| 9 oktober 2004 «onderlinge duels» 20:45 | Albanië | 0 – 2   | Denemarken                 | Qemal Stafastadion, Tirana Toeschouwers: 14.500 Scheidsrechter: Joeri Baskakov (RUS) |
| 9 oktober 2004 «onderlinge duels» 20:45 |         | Verslag | 52' Jørgensen 72' Tomasson | Qemal Stafastadion, Tirana Toeschouwers: 14.500 Scheidsrechter: Joeri Baskakov (RUS) |

|                                          |                            |         |         |                                                                                 |
| 13 oktober 2004 «onderlinge duels» 19:15 | Oekraïne                   | 2 – 0   | Georgië | Stadion Ukraina, Lviv Toeschouwers: 28.000 Scheidsrechter: Wolfgang Stark (DUI) |
| 13 oktober 2004 «onderlinge duels» 19:15 | Byelik 12' Sjevtsjenko 79' | Verslag |         | Stadion Ukraina, Lviv Toeschouwers: 28.000 Scheidsrechter: Wolfgang Stark (DUI) |

|                                          |            |         |           |                                                                                           |
| 13 oktober 2004 «onderlinge duels» 20:00 | Kazachstan | 0 – 1   | Albanië   | Almatı Ortalıq Stadionı, Almaty Toeschouwers: 12.300 Scheidsrechter: Fritz Stuchlik (AUT) |
| 13 oktober 2004 «onderlinge duels» 20:00 |            | Verslag | 61' Bushi | Almatı Ortalıq Stadionı, Almaty Toeschouwers: 12.300 Scheidsrechter: Fritz Stuchlik (AUT) |

|                                          |                     |         |           |                                                                                 |
| 13 oktober 2004 «onderlinge duels» 20:00 | Denemarken          | 1 – 1   | Turkije   | Parken, Kopenhagen Toeschouwers: 41.331 Scheidsrechter: Massimo De Santis (ITA) |
| 13 oktober 2004 «onderlinge duels» 20:00 | Tomasson 27' (pen.) | Verslag | 70' Nihat | Parken, Kopenhagen Toeschouwers: 41.331 Scheidsrechter: Massimo De Santis (ITA) |

|                                           |         |         |                                 |                                                                                              |
| 17 november 2004 «onderlinge duels» 20:30 | Turkije | 0 – 3   | Oekraïne                        | Şükrü Saracoğlustadion, Istanboel Toeschouwers: 40.486 Scheidsrechter: Lucílio Batista (POR) |
| 17 november 2004 «onderlinge duels» 20:30 |         | Verslag | 8' Goesjev 17', 88' Sjevtsjenko | Şükrü Saracoğlustadion, Istanboel Toeschouwers: 40.486 Scheidsrechter: Lucílio Batista (POR) |

|                                           |                             |         |                  |                                                                                         |
| 17 november 2004 «onderlinge duels» 21:00 | Georgië                     | 2 – 2   | Denemarken       | Micheil Meschistadion, Tbilisi Toeschouwers: 20.000 Scheidsrechter: Darko Čeferin (SLO) |
| 17 november 2004 «onderlinge duels» 21:00 | Demetradze 33' Asatiani 76' | Verslag | 7', 64' Tomasson | Micheil Meschistadion, Tbilisi Toeschouwers: 20.000 Scheidsrechter: Darko Čeferin (SLO) |

|                                           |                                     |         |             | |
| 17 november 2004 «onderlinge duels» 21:30 | Griekenland                         | 3 – 1   | Kazachstan  | Georgios Karaiskákisstadion, Piraeus Toeschouwers: 31.838 Scheidsrechter: Kostadin Kostadinov (BUL) |
| 17 november 2004 «onderlinge duels» 21:30 | Charisteas 24', 46' Katsouranis 85' | Verslag | 88' Baltiev | Georgios Karaiskákisstadion, Piraeus Toeschouwers: 31.838 Scheidsrechter: Kostadin Kostadinov (BUL) |

|                                          |         |         |                     |                                                                                       |
| 9 februari 2005 «onderlinge duels» 19:45 | Albanië | 0 – 2   | Oekraïne            | Qemal Stafastadion, Tirana Toeschouwers: 12.000 Scheidsrechter: Stephen Bennett (ENG) |
| 9 februari 2005 «onderlinge duels» 19:45 |         | Verslag | 40' Rusol 59' Husin | Qemal Stafastadion, Tirana Toeschouwers: 12.000 Scheidsrechter: Stephen Bennett (ENG) |

|                                          |                                  |         |               |                                                                                                   |
| 9 februari 2005 «onderlinge duels» 21:30 | Griekenland                      | 2 – 1   | Denemarken    | Georgios Karaiskákisstadion, Piraeus Toeschouwers: 32.430 Scheidsrechter: Pierluigi Collina (ITA) |
| 9 februari 2005 «onderlinge duels» 21:30 | Zagorakis 25' Basinas 32' (pen.) | Verslag | 46' Rommedahl | Georgios Karaiskákisstadion, Piraeus Toeschouwers: 32.430 Scheidsrechter: Pierluigi Collina (ITA) |

|                                        |                                      |         |         |                                                                                      |
| 26 maart 2005 «onderlinge duels» 20:00 | Turkije                              | 2 – 0   | Albanië | BJK Inönüstadion, Istanboel Toeschouwers: 32.000 Scheidsrechter: Konrad Plautz (AUT) |
| 26 maart 2005 «onderlinge duels» 20:00 | Necati 3' (pen.) Yıldıray Baştürk 5' | Verslag |         | BJK Inönüstadion, Istanboel Toeschouwers: 32.000 Scheidsrechter: Konrad Plautz (AUT) |

|                                        |                                |         |            |                                                                                 |
| 26 maart 2005 «onderlinge duels» 20:00 | Denemarken                     | 3 – 0   | Kazachstan | Parken, Kopenhagen Toeschouwers: 20.980 Scheidsrechter: Grzegorz Gilewski (POL) |
| 26 maart 2005 «onderlinge duels» 20:00 | Møller 10', 48' C. Poulsen 33' | Verslag |            | Parken, Kopenhagen Toeschouwers: 20.980 Scheidsrechter: Grzegorz Gilewski (POL) |

|                                        |              |         |                                          |                                                                                           |
| 26 maart 2005 «onderlinge duels» 20:30 | Georgië      | 1 – 3   | Griekenland                              | Micheil Meschistadion, Tbilisi Toeschouwers: 23.000 Scheidsrechter: Roberto Rosetti (ITA) |
| 26 maart 2005 «onderlinge duels» 20:30 | Asatiani 22' | Verslag | 43' Kapsis 44' Vryzas 53' Giannakopoulos | Micheil Meschistadion, Tbilisi Toeschouwers: 23.000 Scheidsrechter: Roberto Rosetti (ITA) |

|                                        |             |         |            |                                                                               |
| 30 maart 2005 «onderlinge duels» 19:15 | Oekraïne    | 1 – 0   | Denemarken | NSK Olimpiejsky, Kiev Toeschouwers: 60.000 Scheidsrechter: Ľuboš Micheľ (SVK) |
| 30 maart 2005 «onderlinge duels» 19:15 | Voronin 68' | Verslag |            | NSK Olimpiejsky, Kiev Toeschouwers: 60.000 Scheidsrechter: Ľuboš Micheľ (SVK) |

|                                        |                                 |         |                                               |                                                                                       |
| 30 maart 2005 «onderlinge duels» 20:30 | Georgië                         | 2 – 5   | Turkije                                       | Micheil Meschistadion, Tbilisi Toeschouwers: 10.000 Scheidsrechter: Terje Hauge (NOR) |
| 30 maart 2005 «onderlinge duels» 20:30 | Amisoelasjvili 13' Iasjvili 40' | Verslag | 12' Tolga 20', 35' Tekke 72' Koray 89' Tuncay | Micheil Meschistadion, Tbilisi Toeschouwers: 10.000 Scheidsrechter: Terje Hauge (NOR) |

|                                        |                               |         |         |                                                                                                |
| 30 maart 2005 «onderlinge duels» 21:30 | Griekenland                   | 2 – 0   | Albanië | Georgios Karaiskákisstadion, Piraeus Toeschouwers: 31.700 Scheidsrechter: Bertrand Layec (FRA) |
| 30 maart 2005 «onderlinge duels» 21:30 | Charisteas 33' Karagounis 84' | Verslag |         | Georgios Karaiskákisstadion, Piraeus Toeschouwers: 31.700 Scheidsrechter: Bertrand Layec (FRA) |

|                                      |                                   |         |            |                                                                                |
| 4 juni 2005 «onderlinge duels» 19:15 | Oekraïne                          | 2 – 0   | Kazachstan | NSK Olimpiejsky, Kiev Toeschouwers: 45.000 Scheidsrechter: Gerald Lehner (AUT) |
| 4 juni 2005 «onderlinge duels» 19:15 | Sjevtsjenko 18' Avdeev 83' (e.d.) | Verslag |            | NSK Olimpiejsky, Kiev Toeschouwers: 45.000 Scheidsrechter: Gerald Lehner (AUT) |

|                                      |                        |         |                                 |                                                                                  |
| 4 juni 2005 «onderlinge duels» 20:30 | Albanië                | 3 – 2   | Georgië                         | Qemal Stafastadion, Tirana Toeschouwers: 0 Scheidsrechter: Alexandru Tudor (ROU) |
| 4 juni 2005 «onderlinge duels» 20:30 | Tare 6', 56' Skela 33' | Verslag | 85' Boerdoeli 90+4' Kobiasjvili | Qemal Stafastadion, Tirana Toeschouwers: 0 Scheidsrechter: Alexandru Tudor (ROU) |

|                                      |         |       |             |                                                                                    |
| 4 juni 2005 «onderlinge duels» 21:00 | Turkije | 0 – 0 | Griekenland | BJK Inönüstadion, Istanboel Toeschouwers: 26.700 Scheidsrechter: Markus Merk (DUI) |
| 4 juni 2005 «onderlinge duels» 21:00 | Verslag |       |             | BJK Inönüstadion, Istanboel Toeschouwers: 26.700 Scheidsrechter: Markus Merk (DUI) |

|                                      |                              |         |             |                                                                                |
| 8 juni 2005 «onderlinge duels» 20:00 | Denemarken                   | 3 – 1   | Albanië     | Parken, Kopenhagen Toeschouwers: 26.366 Scheidsrechter: Peter Fröjdfeldt (SWE) |
| 8 juni 2005 «onderlinge duels» 20:00 | Larsen 5', 47' Jørgensen 55' | Verslag | 73' Bogdani | Parken, Kopenhagen Toeschouwers: 26.366 Scheidsrechter: Peter Fröjdfeldt (SWE) |

|                                      |            |         |                                                               |                                                                                          |
| 8 juni 2005 «onderlinge duels» 21:00 | Kazachstan | 0 – 6   | Turkije                                                       | Almatı Ortalıq Stadionı, Almaty Toeschouwers: 20.000 Scheidsrechter: Viktor Kassai (HUN) |
| 8 juni 2005 «onderlinge duels» 21:00 |            | Verslag | 13', 85' Tekke 15' Toraman 41', 90' Tuncay 88' Halil Altıntop | Almatı Ortalıq Stadionı, Almaty Toeschouwers: 20.000 Scheidsrechter: Viktor Kassai (HUN) |

|                                      |             |         |           |                                                                                              |
| 8 juni 2005 «onderlinge duels» 21:30 | Griekenland | 0 – 1   | Oekraïne  | Georgios Karaiskákisstadion, Piraeus Toeschouwers: 33.500 Scheidsrechter: René Temmink (NED) |
| 8 juni 2005 «onderlinge duels» 21:30 |             | Verslag | 82' Husin | Georgios Karaiskákisstadion, Piraeus Toeschouwers: 33.500 Scheidsrechter: René Temmink (NED) |

|                                           |                  |         |                     |                                                                                            |
| 17 augustus 2005 «onderlinge duels» 18:00 | Kazachstan       | 1 – 2   | Georgië             | Almatı Ortalıq Stadionı, Almaty Toeschouwers: 9.000 Scheidsrechter: Richard Havrilla (SVK) |
| 17 augustus 2005 «onderlinge duels» 18:00 | Kenzhekhanov 23' | Verslag | 50', 82' Demetradze | Almatı Ortalıq Stadionı, Almaty Toeschouwers: 9.000 Scheidsrechter: Richard Havrilla (SVK) |

|                                           |                        |         |               |                                                                                       |
| 3 september 2005 «onderlinge duels» 20:00 | Albanië                | 2 – 1   | Kazachstan    | Qemal Stafastadion, Tirana Toeschouwers: 3.000 Scheidsrechter: Krzysztof Słupik (POL) |
| 3 september 2005 «onderlinge duels» 20:00 | Myrtaj 53' Bogdani 56' | Verslag | 62' Nizovtsev | Qemal Stafastadion, Tirana Toeschouwers: 3.000 Scheidsrechter: Krzysztof Słupik (POL) |

|                                           |                |         |           |                                                                                         |
| 3 september 2005 «onderlinge duels» 20:15 | Georgië        | 1 – 1   | Oekraïne  | Micheil Meschistadion, Tbilisi Toeschouwers: 0 Scheidsrechter: Tom Henning Øvrebø (NOR) |
| 3 september 2005 «onderlinge duels» 20:15 | Gachokidze 89' | Verslag | 43' Rotan | Micheil Meschistadion, Tbilisi Toeschouwers: 0 Scheidsrechter: Tom Henning Øvrebø (NOR) |

|                                           |                    |         |                            |                                                                                               |
| 3 september 2005 «onderlinge duels» 21:00 | Turkije            | 2 – 2   | Denemarken                 | BJK Inönüstadion, Istanboel Toeschouwers: 29.721 Scheidsrechter: Manuel Mejuto González (ESP) |
| 3 september 2005 «onderlinge duels» 21:00 | Okan 47' Tümer 80' | Verslag | 40' C. Jensen 90+3' Larsen | BJK Inönüstadion, Istanboel Toeschouwers: 29.721 Scheidsrechter: Manuel Mejuto González (ESP) |

|                                           |                    |         |                                       |                                                                                            |
| 7 september 2005 «onderlinge duels» 19:00 | Kazachstan         | 1 – 2   | Griekenland                           | Almatı Ortalıq Stadionı, Almaty Toeschouwers: 18.000 Scheidsrechter: Alexandru Tudor (ROU) |
| 7 september 2005 «onderlinge duels» 19:00 | Zhalmagambetov 53' | Verslag | 78' Giannakopoulos 90+4' Lyberopoulos | Almatı Ortalıq Stadionı, Almaty Toeschouwers: 18.000 Scheidsrechter: Alexandru Tudor (ROU) |

|                                           |          |         |           |                                                                             |
| 7 september 2005 «onderlinge duels» 19:15 | Oekraïne | 0 – 1   | Turkije   | NSK Olimpiejsky, Kiev Toeschouwers: 67.000 Scheidsrechter: Alain Sars (FRA) |
| 7 september 2005 «onderlinge duels» 19:15 |          | Verslag | 55' Tümer | NSK Olimpiejsky, Kiev Toeschouwers: 67.000 Scheidsrechter: Alain Sars (FRA) |

|                                           |                                                               |         |                |                                                                               |
| 7 september 2005 «onderlinge duels» 20:00 | Denemarken                                                    | 6 – 1   | Georgië        | Parken, Kopenhagen Toeschouwers: 27.177 Scheidsrechter: Emil Bozinovski (MKD) |
| 7 september 2005 «onderlinge duels» 20:00 | Jensen 10' Poulsen 30' Agger 43' Tomasson 55' Larsen 80', 84' | Verslag | 37' Demetradze | Parken, Kopenhagen Toeschouwers: 27.177 Scheidsrechter: Emil Bozinovski (MKD) |

|                                         |                           |         |                  |                                                                                        |
| 8 oktober 2005 «onderlinge duels» 19:15 | Oekraïne                  | 2 – 2   | Albanië          | Meteorstadion, Dnipropetrovsk Toeschouwers: 24.000 Scheidsrechter: Johan Verbist (BEL) |
| 8 oktober 2005 «onderlinge duels» 19:15 | Sjevtsjenko 45' Rotan 86' | Verslag | 75', 83' Bogdani | Meteorstadion, Dnipropetrovsk Toeschouwers: 24.000 Scheidsrechter: Johan Verbist (BEL) |

|                                         |               |         |             |                                                                                  |
| 8 oktober 2005 «onderlinge duels» 20:00 | Denemarken    | 1 – 0   | Griekenland | Parken, Kopenhagen Toeschouwers: 42.099 Scheidsrechter: Frank De Bleeckere (BEL) |
| 8 oktober 2005 «onderlinge duels» 20:00 | Gravgaard 40' | Verslag |             | Parken, Kopenhagen Toeschouwers: 42.099 Scheidsrechter: Frank De Bleeckere (BEL) |

|                                         |         |       |            |                                                                                     |
| 8 oktober 2005 «onderlinge duels» 20:00 | Georgië | 0 – 0 | Kazachstan | Boris Paitsjadzestadion, Tbilisi Toeschouwers: 0 Scheidsrechter: Jouni Hyytiä (FIN) |
| 8 oktober 2005 «onderlinge duels» 20:00 | Verslag |       |            | Boris Paitsjadzestadion, Tbilisi Toeschouwers: 0 Scheidsrechter: Jouni Hyytiä (FIN) |

|                                          |         |         |           |                                                                                           |
| 12 oktober 2005 «onderlinge duels» 18:00 | Albanië | 0 – 1   | Turkije   | Qemal Stafastadion, Tirana Toeschouwers: 8.000 Scheidsrechter: Arturo Daudén Ibáñez (ESP) |
| 12 oktober 2005 «onderlinge duels» 18:00 |         | Verslag | 58' Tümer | Qemal Stafastadion, Tirana Toeschouwers: 8.000 Scheidsrechter: Arturo Daudén Ibáñez (ESP) |

|                                          |                  |         |         |                                                                                                  |
| 12 oktober 2005 «onderlinge duels» 19:00 | Griekenland      | 1 – 0   | Georgië | Georgios Karaiskákisstadion, Piraeus Toeschouwers: 28.186 Scheidsrechter: Matteo Trefoloni (ITA) |
| 12 oktober 2005 «onderlinge duels» 19:00 | Papadopoulos 17' | Verslag |         | Georgios Karaiskákisstadion, Piraeus Toeschouwers: 28.186 Scheidsrechter: Matteo Trefoloni (ITA) |

|                                          |            |         |                            |                                                                                         |
| 12 oktober 2005 «onderlinge duels» 22:00 | Kazachstan | 1 – 2   | Denemarken                 | Almatı Ortalıq Stadionı, Almaty Toeschouwers: 8.050 Scheidsrechter: Edo Trivković (CRO) |
| 12 oktober 2005 «onderlinge duels» 22:00 | Kuchma 86' | Verslag | 46' Gravgaard 49' Tomasson | Almatı Ortalıq Stadionı, Almaty Toeschouwers: 8.050 Scheidsrechter: Edo Trivković (CRO) |

### Groep 3
Het EK eindigde voor Portugal in mineur met een nederlaag in de finale tegen Griekenland, hetgeen een nationaal trauma opleverde. De laatste representanten van de 'Gouden Generatie', die in 1991 wereldkampioen bij de jeugd werden namen afscheid waaronder de vedette Luis Figo, hij kwam een half jaar later hier op terug. In dezelfde periode groeide Christiano Ronaldo uit van groot talent tot superster en Pauleta scoorde veertien doelpunten in deze cyclus, naderde het stokoude topscorersrecord van Eusébio en zal later uitgroeien tot topscorer van Portugal.
Na twee overwinningen verspeelde Portugal twee punten door een 2-0 voorsprong weg te geven tegen dwergstaat Liechtenstein. Het was het eerste punt van Liechtenstein in een WK-kwalificatie wedstrijd. Vier dagen later volgende de eerste overwinning (0-4 in en tegen Luxemburg). Op dezelfde speeldag kleineerde Portugal voornaamste concurrent Rusland met 7-1. Na deze blamage dreigde de net aangetrokken bondscoach Georgi Jartsev zijn ontslag in te dienen, later tijdens de cyclus werd hij alsnog ontslagen. Belangrijkste concurrent van Portugal was nu Slowakije, dat na een 1-1 in Bratislava met 2-0 verslagen werd. Na een doelpuntloos gelijkspel in Moskou kon kwalificatie nauwelijks nog mis gegaan, na een (moeizame) 2-1 overwinning op Liechtenstein was kwalificatie zeker.
De strijd om de tweede plaats ging tussen Slowakije en Rusland, in het begin van de cyclus eindigde de wedstrijd in Moskou in 1-1. De resultaten waren vrijwel identiek, beide landen haalden één punt tegen Portugal en verspeelden beiden twee keer een overwinning tegen voetbaldwergen, Rusland tegen Estland en Letland, Slowakije tegen Liechtenstein en Letland. Het kwam nu aan op het onderlinge duel op de laatste speeldag, Rusland moest winnen, maar het was juist Slowakije dat ten aanval trok, maar dankzij de Russische doelman Igor Akifejev bleef het gelijk Na de zoveelste blamage werd voor de zoveelste keer de bondscoach ontslagen, zijn opvolger werd Guus Hiddink. Slowakije, dat sinds de onafhankelijkheid van hun land telkens op de derde plaats in hun groep eindigde, behaalde eindelijk een tweede plaats en mocht in de Play-Offs aantreden tegen Spanje.  
| Nr. | Land          | GW | W | G | V  | DV | DT | DS  | Ptn | Resultaat                              |
| --- | ------------- | -- | - | - | -- | -- | -- | --- | --- | -------------------------------------- |
| 1   | Portugal      | 12 | 9 | 3 | 0  | 35 | 5  | +30 | 30  | Gekwalificeerd voor het hoofdtoernooi. |
| 2   | Slowakije     | 12 | 6 | 5 | 1  | 24 | 8  | +16 | 23  | Play-off                               |
| 3   | Rusland       | 12 | 6 | 5 | 1  | 23 | 12 | +11 | 23  |                                        |
| 4   | Estland       | 12 | 5 | 2 | 5  | 16 | 17 | –1  | 17  |                                        |
| 5   | Letland       | 12 | 4 | 3 | 5  | 18 | 21 | –3  | 15  |                                        |
| 6   | Liechtenstein | 12 | 2 | 2 | 8  | 13 | 23 | –10 | 8   |                                        |
| 7   | Luxemburg     | 12 | 0 | 0 | 12 | 5  | 48 | –43 | 0   |                                        |

|                                           |               |         |                          |                                                                                 |
| 18 augustus 2004 «onderlinge duels» 20:15 | Liechtenstein | 1 – 2   | Estland                  | Rheinparkstadion, Vaduz Toeschouwers: 912 Scheidsrechter: Emil Bozinovski (MKD) |
| 18 augustus 2004 «onderlinge duels» 20:15 | D'Elia 49'    | Verslag | 34' Viikmäe 80' Lindpere | Rheinparkstadion, Vaduz Toeschouwers: 912 Scheidsrechter: Emil Bozinovski (MKD) |

|                                           |                                |         |             |                                                                                  |
| 18 augustus 2004 «onderlinge duels» 20:15 | Slowakije                      | 3 – 1   | Luxemburg   | Tehelné pole, Bratislava Toeschouwers: 5.016 Scheidsrechter: Viktor Kassai (HUN) |
| 18 augustus 2004 «onderlinge duels» 20:15 | Vittek 26' Greško 48' Demo 89' | Verslag | 2' Strasser | Tehelné pole, Bratislava Toeschouwers: 5.016 Scheidsrechter: Viktor Kassai (HUN) |

|                                           |                                                   |         |           |                                                                               |
| 4 september 2004 «onderlinge duels» 18:00 | Estland                                           | 4 – 0   | Luxemburg | A. Le Coq Arena, Tallinn Toeschouwers: 3.000 Scheidsrechter: Alan Kelly (IRL) |
| 4 september 2004 «onderlinge duels» 18:00 | Teever 7' Schauls 41' (e.d.) Oper 61' Viikmäe 67' | Verslag |           | A. Le Coq Arena, Tallinn Toeschouwers: 3.000 Scheidsrechter: Alan Kelly (IRL) |

|                                           |              |         |            |                                                                                         |
| 4 september 2004 «onderlinge duels» 19:00 | Rusland      | 1 – 1   | Slowakije  | Dinamostadion, Moskou Toeschouwers: 11.500 Scheidsrechter: Manuel Mejuto González (ESP) |
| 4 september 2004 «onderlinge duels» 19:00 | Boelykin 14' | Verslag | 87' Vittek | Dinamostadion, Moskou Toeschouwers: 11.500 Scheidsrechter: Manuel Mejuto González (ESP) |

|                                           |         |         |                         |                                                                           |
| 4 september 2004 «onderlinge duels» 20:15 | Letland | 0 – 2   | Portugal                | Skontostadion, Riga Toeschouwers: 9.500 Scheidsrechter: Graham Poll (ENG) |
| 4 september 2004 «onderlinge duels» 20:15 |         | Verslag | 57' Ronaldo 58' Pauleta | Skontostadion, Riga Toeschouwers: 9.500 Scheidsrechter: Graham Poll (ENG) |

|                                           |                                  |         |                                                                            |                                                                                           |
| 8 september 2004 «onderlinge duels» 20:00 | Luxemburg                        | 3 – 4   | Letland                                                                    | Stade Josy Barthel, Luxemburg Toeschouwers: 2.125 Scheidsrechter: George Kasnaferis (GRE) |
| 8 september 2004 «onderlinge duels» 20:00 | Braun 11' Leweck 55' Cardoni 62' | Verslag | 4' Verpakovskis 40' (pen.) Zemļinskis 65' (e.d.) Hoffmann 67' Prohorenkovs | Stade Josy Barthel, Luxemburg Toeschouwers: 2.125 Scheidsrechter: George Kasnaferis (GRE) |

|                                           |                                                                      |         |               |                                                                                  |
| 8 september 2004 «onderlinge duels» 20:15 | Slowakije                                                            | 7 – 0   | Liechtenstein | Tehelné pole, Bratislava Toeschouwers: 5.620 Scheidsrechter: Dejan Delević (SCG) |
| 8 september 2004 «onderlinge duels» 20:15 | Vittek 15', 59', 81' Karhan 42' Németh 84' Mintál 85' Zabavník 90+2' | Verslag |               | Tehelné pole, Bratislava Toeschouwers: 5.620 Scheidsrechter: Dejan Delević (SCG) |

|                                           |                                            |         |         |                                                                                                 |
| 8 september 2004 «onderlinge duels» 21:15 | Portugal                                   | 4 – 0   | Estland | Estádio Dr. Magalhães Pessoa, Leiria Toeschouwers: 27.214 Scheidsrechter: Bülent Demirlek (TUR) |
| 8 september 2004 «onderlinge duels» 21:15 | Ronaldo 75' Postiga 83', 90+1' Pauleta 86' | Verslag |         | Estádio Dr. Magalhães Pessoa, Leiria Toeschouwers: 27.214 Scheidsrechter: Bülent Demirlek (TUR) |

|                                         |           |         |                                    |                                                                                        |
| 9 oktober 2004 «onderlinge duels» 17:00 | Luxemburg | 0 – 4   | Rusland                            | Stade Josy Barthel, Luxemburg Toeschouwers: 3.670 Scheidsrechter: Eric Braamhaar (NED) |
| 9 oktober 2004 «onderlinge duels» 17:00 |           | Verslag | 56', 69', 86' Sytsjov 62' Arsjavin | Stade Josy Barthel, Luxemburg Toeschouwers: 3.670 Scheidsrechter: Eric Braamhaar (NED) |

|                                         |                                          |         |                 |                                                                                    |
| 9 oktober 2004 «onderlinge duels» 17:30 | Slowakije                                | 4 – 1   | Letland         | Tehelné pole, Bratislava Toeschouwers: 13.025 Scheidsrechter: Stefano Farina (ITA) |
| 9 oktober 2004 «onderlinge duels» 17:30 | Németh 46' L. Reiter 50' Karhan 55', 87' | Verslag | 3' Verpakovskis | Tehelné pole, Bratislava Toeschouwers: 13.025 Scheidsrechter: Stefano Farina (ITA) |

|                                         |                           |         |                               |                                                                              |
| 9 oktober 2004 «onderlinge duels» 19:15 | Liechtenstein             | 2 – 2   | Portugal                      | Rheinparkstadion, Vaduz Toeschouwers: 3.548 Scheidsrechter: Novo Panić (BIH) |
| 9 oktober 2004 «onderlinge duels» 19:15 | Burgmeier 48' T. Beck 76' | Verslag | 23' Pauleta 39' (e.d.) Hasler | Rheinparkstadion, Vaduz Toeschouwers: 3.548 Scheidsrechter: Novo Panić (BIH) |

|                                          |                           |         |                     |                                                                             |
| 13 oktober 2004 «onderlinge duels» 18:00 | Letland                   | 2 – 2   | Estland             | Skontostadion, Riga Toeschouwers: 8.500 Scheidsrechter: Florian Meyer (DUI) |
| 13 oktober 2004 «onderlinge duels» 18:00 | Astafjevs 65' Laizāns 82' | Verslag | 72' Oper 79' Teever | Skontostadion, Riga Toeschouwers: 8.500 Scheidsrechter: Florian Meyer (DUI) |

|                                          |           |         |                                                      |                                                                                       |
| 13 oktober 2004 «onderlinge duels» 20:00 | Luxemburg | 0 – 4   | Liechtenstein                                        | Stade Josy Barthel, Luxemburg Toeschouwers: 3.478 Scheidsrechter: Jaroslav Jára (CZE) |
| 13 oktober 2004 «onderlinge duels» 20:00 |           | Verslag | 41' Stocklasa 44', 85' Burgmeier 57' (pen.) M. Frick | Stade Josy Barthel, Luxemburg Toeschouwers: 3.478 Scheidsrechter: Jaroslav Jára (CZE) |

|                                          |                                                                  |         |              |                                                                                           |
| 13 oktober 2004 «onderlinge duels» 21:15 | Portugal                                                         | 7 – 1   | Rusland      | Estádio José Alvalade, Lissabon Toeschouwers: 27.258 Scheidsrechter: Kyros Vassaras (GRE) |
| 13 oktober 2004 «onderlinge duels» 21:15 | Pauleta 26' Ronaldo 39', 69' Deco 45' Simão 82' Petit 89', 90+2' | Verslag | 79' Arsjavin | Estádio José Alvalade, Lissabon Toeschouwers: 27.258 Scheidsrechter: Kyros Vassaras (GRE) |

|                                           |                                                        |         |         |                                                                                     |
| 17 november 2004 «onderlinge duels» 19:00 | Rusland                                                | 4 – 0   | Estland | Koebanstadion, Krasnodar Toeschouwers: 29.000 Scheidsrechter: Massimo Busacca (SUI) |
| 17 november 2004 «onderlinge duels» 19:00 | Karjaka 23' Izmailov 25' Sytsjov 32' Loskov 67' (pen.) | Verslag |         | Koebanstadion, Krasnodar Toeschouwers: 29.000 Scheidsrechter: Massimo Busacca (SUI) |

|                                           |               |         |                                                 |                                                                               |
| 17 november 2004 «onderlinge duels» 19:00 | Liechtenstein | 1 – 3   | Letland                                         | Rheinparkstadion, Vaduz Toeschouwers: 1.460 Scheidsrechter: Zsolt Szabó (HUN) |
| 17 november 2004 «onderlinge duels» 19:00 | M. Frick 32'  | Verslag | 7' Verpakovskis 57' Zemļinskis 89' Prohorenkovs | Rheinparkstadion, Vaduz Toeschouwers: 1.460 Scheidsrechter: Zsolt Szabó (HUN) |

|                                           |           |         |                                                                |                                                                                           |
| 17 november 2004 «onderlinge duels» 20:00 | Luxemburg | 0 – 5   | Portugal                                                       | Stade Josy Barthel, Luxemburg Toeschouwers: 8.045 Scheidsrechter: Vitalij Godoeljan (UKR) |
| 17 november 2004 «onderlinge duels» 20:00 |           | Verslag | 11' (e.d.) Federspiel 28' Ronaldo 52' Maniche 67', 82' Pauleta | Stade Josy Barthel, Luxemburg Toeschouwers: 8.045 Scheidsrechter: Vitalij Godoeljan (UKR) |

|                                        |               |         |                           |                                                                                  |
| 26 maart 2005 «onderlinge duels» 17:00 | Liechtenstein | 1 – 2   | Rusland                   | Rheinparkstadion, Vaduz Toeschouwers: 2.400 Scheidsrechter: Espen Berntsen (NOR) |
| 26 maart 2005 «onderlinge duels» 17:00 | T. Beck 40'   | Verslag | 23' Kerzjakov 37' Karjaka | Rheinparkstadion, Vaduz Toeschouwers: 2.400 Scheidsrechter: Espen Berntsen (NOR) |

|                                        |          |         |                          |                                                                                     |
| 26 maart 2005 «onderlinge duels» 18:00 | Estland  | 1 – 2   | Slowakije                | A. Le Coq Arena, Tallinn Toeschouwers: 3.051 Scheidsrechter: Peter Fröjdfeldt (SWE) |
| 26 maart 2005 «onderlinge duels» 18:00 | Oper 57' | Verslag | 58' Mintál 65' L. Reiter | A. Le Coq Arena, Tallinn Toeschouwers: 3.051 Scheidsrechter: Peter Fröjdfeldt (SWE) |

|                                        |              |         |              |                                                                                       |
| 30 maart 2005 «onderlinge duels» 18:00 | Estland      | 1 – 1   | Rusland      | A. Le Coq Arena, Tallinn Toeschouwers: 8.850 Scheidsrechter: Gianluca Paparesta (ITA) |
| 30 maart 2005 «onderlinge duels» 18:00 | Terehhov 63' | Verslag | 18' Arsjavin | A. Le Coq Arena, Tallinn Toeschouwers: 8.850 Scheidsrechter: Gianluca Paparesta (ITA) |

|                                        |                  |         |             |                                                                                |
| 30 maart 2005 «onderlinge duels» 19:00 | Slowakije        | 1 – 1   | Portugal    | Tehelné pole, Bratislava Toeschouwers: 21.000 Scheidsrechter: Alain Sars (FRA) |
| 30 maart 2005 «onderlinge duels» 19:00 | Karhan 8' (pen.) | Verslag | 62' Postiga | Tehelné pole, Bratislava Toeschouwers: 21.000 Scheidsrechter: Alain Sars (FRA) |

|                                        |                                                        |         |           |                                                                                |
| 30 maart 2005 «onderlinge duels» 19:00 | Letland                                                | 4 – 0   | Luxemburg | Skontostadion, Riga Toeschouwers: 8.203 Scheidsrechter: Draženko Kovačić (CRO) |
| 30 maart 2005 «onderlinge duels» 19:00 | Bleidelis 32' Laizāns 38' (pen.) Verpakovskis 73', 90' | Verslag |           | Skontostadion, Riga Toeschouwers: 8.203 Scheidsrechter: Draženko Kovačić (CRO) |

|                                      |                       |         |               |                                                                                |
| 4 juni 2005 «onderlinge duels» 18:00 | Estland               | 2 – 0   | Liechtenstein | A. Le Coq Arena, Tallinn Toeschouwers: 3.000 Scheidsrechter: Mark Whitby (WAL) |
| 4 juni 2005 «onderlinge duels» 18:00 | Stepanov 27' Oper 57' | Verslag |               | A. Le Coq Arena, Tallinn Toeschouwers: 3.000 Scheidsrechter: Mark Whitby (WAL) |

|                                      |                                |         |         |                                                                                   |
| 4 juni 2005 «onderlinge duels» 18:00 | Rusland                        | 2 – 0   | Letland | Petrovski, Sint-Petersburg Toeschouwers: 21.575 Scheidsrechter: Éric Poulat (FRA) |
| 4 juni 2005 «onderlinge duels» 18:00 | Arsjavin 56' Loskov 78' (pen.) | Verslag |         | Petrovski, Sint-Petersburg Toeschouwers: 21.575 Scheidsrechter: Éric Poulat (FRA) |

|                                      |                       |         |           |                                                                                       |
| 4 juni 2005 «onderlinge duels» 19:45 | Portugal              | 2 – 0   | Slowakije | Estádio da Luz, Lissabon Toeschouwers: 64.000 Scheidsrechter: Pierluigi Collina (ITA) |
| 4 juni 2005 «onderlinge duels» 19:45 | Meira 21' Ronaldo 42' | Verslag |           | Estádio da Luz, Lissabon Toeschouwers: 64.000 Scheidsrechter: Pierluigi Collina (ITA) |

|                                      |               |         |               |                                                                              |
| 8 juni 2005 «onderlinge duels» 18:30 | Letland       | 1 – 0   | Liechtenstein | Skontostadion, Riga Toeschouwers: 8.000 Scheidsrechter: Jonas Eriksson (SWE) |
| 8 juni 2005 «onderlinge duels» 18:30 | Bleidelis 17' | Verslag |               | Skontostadion, Riga Toeschouwers: 8.000 Scheidsrechter: Jonas Eriksson (SWE) |

|                                      |           |         |                                              |                                                                                    |
| 8 juni 2005 «onderlinge duels» 20:00 | Luxemburg | 0 – 4   | Slowakije                                    | Stade Josy Barthel, Luxemburg Toeschouwers: 2.108 Scheidsrechter: Rob Styles (ENG) |
| 8 juni 2005 «onderlinge duels» 20:00 |           | Verslag | 5' Németh 15' Mintál 54' Kisel 60' L. Reiter | Stade Josy Barthel, Luxemburg Toeschouwers: 2.108 Scheidsrechter: Rob Styles (ENG) |

|                                      |         |         |             |                                                                                |
| 8 juni 2005 «onderlinge duels» 20:15 | Estland | 0 – 1   | Portugal    | A. Le Coq Arena, Tallinn Toeschouwers: 10.280 Scheidsrechter: Mike Riley (ENG) |
| 8 juni 2005 «onderlinge duels» 20:15 |         | Verslag | 32' Ronaldo | A. Le Coq Arena, Tallinn Toeschouwers: 10.280 Scheidsrechter: Mike Riley (ENG) |

|                                           |              |         |              |                                                                            |
| 17 augustus 2005 «onderlinge duels» 18:00 | Letland      | 1 – 1   | Rusland      | Skontostadion, Riga Toeschouwers: 10.000 Scheidsrechter: Graham Poll (ENG) |
| 17 augustus 2005 «onderlinge duels» 18:00 | Astafjevs 6' | Verslag | 24' Arsjavin | Skontostadion, Riga Toeschouwers: 10.000 Scheidsrechter: Graham Poll (ENG) |

|                                           |               |       |           |                                                                                  |
| 17 augustus 2005 «onderlinge duels» 20:15 | Liechtenstein | 0 – 0 | Slowakije | Rheinparkstadion, Vaduz Toeschouwers: 1.150 Scheidsrechter: Bertrand Layec (FRA) |
| 17 augustus 2005 «onderlinge duels» 20:15 | Verslag       |       |           | Rheinparkstadion, Vaduz Toeschouwers: 1.150 Scheidsrechter: Bertrand Layec (FRA) |

|                                           |                      |         |             |                                                                                             |
| 3 september 2005 «onderlinge duels» 18:00 | Estland              | 2 – 1   | Letland     | A. Le Coq Arena, Tallinn Toeschouwers: 8.970 Scheidsrechter: Alberto Undiano Mallenco (ESP) |
| 3 september 2005 «onderlinge duels» 18:00 | Oper 11' Smirnov 71' | Verslag | 90' Laizāns | A. Le Coq Arena, Tallinn Toeschouwers: 8.970 Scheidsrechter: Alberto Undiano Mallenco (ESP) |

|                                           |                    |         |               |                                                                               |
| 3 september 2005 «onderlinge duels» 19:00 | Rusland            | 2 – 0   | Liechtenstein | Dinamostadion, Moskou Toeschouwers: 18.123 Scheidsrechter: Jouni Hyytiä (FIN) |
| 3 september 2005 «onderlinge duels» 19:00 | Kerzjakov 27', 66' | Verslag |               | Dinamostadion, Moskou Toeschouwers: 18.123 Scheidsrechter: Jouni Hyytiä (FIN) |

|                                           |                                                          |         |           |                                                                                  |
| 3 september 2005 «onderlinge duels» 21:15 | Portugal                                                 | 6 – 0   | Luxemburg | Estádio Algarve, Faro Toeschouwers: 25.300 Scheidsrechter: Dick van Egmond (NED) |
| 3 september 2005 «onderlinge duels» 21:15 | Andrade 24' Carvalho 30' Pauleta 38', 57' Simão 80', 85' | Verslag |           | Estádio Algarve, Faro Toeschouwers: 25.300 Scheidsrechter: Dick van Egmond (NED) |

|                                           |             |         |            |                                                                             |
| 7 september 2005 «onderlinge duels» 19:00 | Letland     | 1 – 1   | Slowakije  | Skontostadion, Riga Toeschouwers: 8.800 Scheidsrechter: Konrad Plautz (AUT) |
| 7 september 2005 «onderlinge duels» 19:00 | Laizāns 74' | Verslag | 35' Vittek | Skontostadion, Riga Toeschouwers: 8.800 Scheidsrechter: Konrad Plautz (AUT) |

|                                           |         |       |          |                                                                              |
| 7 september 2005 «onderlinge duels» 19:00 | Rusland | 0 – 0 | Portugal | Dinamostadion, Moskou Toeschouwers: 28.800 Scheidsrechter: Markus Merk (DUI) |
| 7 september 2005 «onderlinge duels» 19:00 | Verslag |       |          | Dinamostadion, Moskou Toeschouwers: 28.800 Scheidsrechter: Markus Merk (DUI) |

|                                           |                                      |         |           |                                                                                 |
| 7 september 2005 «onderlinge duels» 19:30 | Liechtenstein                        | 3 – 0   | Luxemburg | Rheinparkstadion, Vaduz Toeschouwers: 2.300 Scheidsrechter: Damir Skomina (SLO) |
| 7 september 2005 «onderlinge duels» 19:30 | M. Frick 38' Fischer 77' T. Beck 92' | Verslag |           | Rheinparkstadion, Vaduz Toeschouwers: 2.300 Scheidsrechter: Damir Skomina (SLO) |

|                                         |            |         |         |                                                                                   |
| 8 oktober 2005 «onderlinge duels» 17:00 | Slowakije  | 1 – 0   | Estland | Tehelné pole, Bratislava Toeschouwers: 12.800 Scheidsrechter: Paul Allaerts (BEL) |
| 8 oktober 2005 «onderlinge duels» 17:00 | Hlinka 72' | Verslag |         | Tehelné pole, Bratislava Toeschouwers: 12.800 Scheidsrechter: Paul Allaerts (BEL) |

|                                         |                                                                    |         |                      |                                                                                  |
| 8 oktober 2005 «onderlinge duels» 19:00 | Rusland                                                            | 5 – 1   | Luxemburg            | Dinamostadion, Moskou Toeschouwers: 20.000 Scheidsrechter: Alexandru Tudor (ROU) |
| 8 oktober 2005 «onderlinge duels» 19:00 | Izmailov 7' Kerzjakov 18' Pavljoetsjenko 65' Kirisjenko 74', 90+3' | Verslag | 52' (pen.) C. Reiter | Dinamostadion, Moskou Toeschouwers: 20.000 Scheidsrechter: Alexandru Tudor (ROU) |

|                                         |                            |         |               |                                                                                                  |
| 8 oktober 2005 «onderlinge duels» 21:15 | Portugal                   | 2 – 1   | Liechtenstein | Estádio Municipal de Aveiro, Aveiro Toeschouwers: 29.000 Scheidsrechter: Grzegorz Gilewski (POL) |
| 8 oktober 2005 «onderlinge duels» 21:15 | Pauleta 48' Nuno Gomes 85' | Verslag | 32' Fischer   | Estádio Municipal de Aveiro, Aveiro Toeschouwers: 29.000 Scheidsrechter: Grzegorz Gilewski (POL) |

|                                          |                            |         |         |                                                                                      |
| 12 oktober 2005 «onderlinge duels» 19:30 | Portugal                   | 3 – 0   | Letland | Estádio do Dragão, Porto Toeschouwers: 35.000 Scheidsrechter: Peter Fröjdfeldt (SWE) |
| 12 oktober 2005 «onderlinge duels» 19:30 | Pauleta 20', 22' Viana 86' | Verslag |         | Estádio do Dragão, Porto Toeschouwers: 35.000 Scheidsrechter: Peter Fröjdfeldt (SWE) |

|                                          |           |         |              |                                                                                       |
| 12 oktober 2005 «onderlinge duels» 20:15 | Luxemburg | 0 – 2   | Estland      | Stade Josy Barthel, Luxemburg Toeschouwers: 2.010 Scheidsrechter: Selçuk Dereli (TUR) |
| 12 oktober 2005 «onderlinge duels» 20:15 |           | Verslag | 7', 78' Oper | Stade Josy Barthel, Luxemburg Toeschouwers: 2.010 Scheidsrechter: Selçuk Dereli (TUR) |

|                                          |           |       |         |                                                                                     |
| 12 oktober 2005 «onderlinge duels» 20:30 | Slowakije | 0 – 0 | Rusland | Tehelné pole, Bratislava Toeschouwers: 22.317 Scheidsrechter: Roberto Rosetti (ITA) |
| 12 oktober 2005 «onderlinge duels» 20:30 | Verslag   |       |         | Tehelné pole, Bratislava Toeschouwers: 22.317 Scheidsrechter: Roberto Rosetti (ITA) |

### Groep 4
Na opnieuw een matig toernooi (EK 2004) vond er een exodus plaats van afscheid nemende spelers bij Frankrijk: basisspelers als Lilian Thuram en record-international Marcel Desailly namen afscheid van les Bleus. De grote vraag was wat de grote leider Zinedine Zidane ging doen. Na lang beraad met de nieuwe bondscoach Raymond Domenech besloot Zidane toch afscheid te nemen van de nationale ploeg. Het behoorlijk gereviseerde team kende een valse start. Alle drie de thuiswedstrijden tegen de voornaamste tegenstanders eindigden in een doelpuntloos gelijkspel, tegen Ierland, Israël en Zwitserland. Drie dagen na de wedstrijd tegen Zwitserland volgde een 1-1 gelijkspel tegen Israël en de crisis was compleet. David Trezeguet scoorde het Franse doelpunt en ontving een rode kaart, waarna Israël in de slotfase gelijk maakte.
Frankrijk werd op de been geholpen door het feit dat ook de andere wedstrijden tussen de drie concurrenten in gelijke spelen eindigden. Opmerkelijk waren de goede prestaties van Israël, dat zich in de Europese zone nooit plaatste voor een eindtoernooi. In juni bleef Israël meedoen om zich te plaatsen door een 2-0 achterstand tegen Ierland goed te maken. Domenec begreep dat het zo liet langer door kon gaan en wist ervoor te zorgen dat Zidane terugkeerde in het nationale team, ook Turam en Claude Makelele keerden terug in het nationale team. Met deze ervaren krachten wonnen les Bleus eindelijk een topduel, tegen Ierland won de ploeg met 0-1 door een doelpunt van Thierry Henry.
Op de negende speeldag kon de beslissing vallen, Frankrijk stond lang met 0-1 voor in de uitwedstrijd tegen Zwitserland, maar incasseerde tien minuten voor tijd de gelijkmaker. Het uitgespeelde Israël stond nu bovenaan met 18 punten uit tien wedstrijden, maar kansen op deelname aan de eindronde waren minimaal, Frankrijk en Zwitserland hadden één punt minder, Ierland twee punten minder en kwamen alle drie nog in actie. Frankrijk won met 4-0 van Cyprus  en aangezien Zwitserland niet verder kwam dan een doelpuntloos gelijkspel tegen Ierland was Frankrijk geplaatst. Zwitserland en Israël eindigden gelijk in de groep, maar het doelsaldo van Zwitserland was beter; ondanks de goede resultaten (ongeslagen blijven in een sterke groep) stapte de Israëlische bondscoach Avram Grant op. Ierland had kans boven Zwitserland en Israël te eindigen, maar was na het doelpuntloze gelijkspel tegen Zwitserland uitgeschakeld en bondscoach Brian Kerr moest vertrekken bij het Ierse team Zwitserland plaatste zich voor de play-offs en moest het opnemen tegen Turkije.
| Nr. | Land        | GW | W | G | V | DV | DT | DS  | Ptn | Resultaat                              |
| --- | ----------- | -- | - | - | - | -- | -- | --- | --- | -------------------------------------- |
| 1   | Frankrijk   | 10 | 5 | 5 | 0 | 14 | 2  | +12 | 20  | Gekwalificeerd voor het hoofdtoernooi. |
| 2   | Zwitserland | 10 | 4 | 6 | 0 | 18 | 7  | +11 | 18  | Play-off                               |
| 3   | Israël      | 10 | 4 | 6 | 0 | 15 | 10 | +5  | 18  |                                        |
| 4   | Ierland     | 10 | 4 | 5 | 1 | 12 | 5  | +7  | 17  |                                        |
| 5   | Cyprus      | 10 | 1 | 1 | 8 | 8  | 20 | –12 | 4   |                                        |
| 6   | Faeröer     | 10 | 0 | 1 | 9 | 4  | 27 | –23 | 1   |                                        |

|                                           |                                 |         |        |                                                                                     |
| 4 september 2004 «onderlinge duels» 15:00 | Ierland                         | 3 – 0   | Cyprus | Lansdowne Road, Dublin Toeschouwers: 36.000 Scheidsrechter: Levan Paniashvili (GEO) |
| 4 september 2004 «onderlinge duels» 15:00 | Morrison 33' Reid 38' Keane 54' | Verslag |        | Lansdowne Road, Dublin Toeschouwers: 36.000 Scheidsrechter: Levan Paniashvili (GEO) |

|                                           |                                            |         |         |                                                                                  |
| 4 september 2004 «onderlinge duels» 17:30 | Zwitserland                                | 6 – 0   | Faeröer | St. Jakob-Park, Basel Toeschouwers: 11.880 Scheidsrechter: Alexandru Tudor (ROU) |
| 4 september 2004 «onderlinge duels» 17:30 | Vonlanthen 10', 14', 57' Rey 29', 44', 55' | Verslag |         | St. Jakob-Park, Basel Toeschouwers: 11.880 Scheidsrechter: Alexandru Tudor (ROU) |

|                                           |           |       |        |                                                                                      |
| 4 september 2004 «onderlinge duels» 21:00 | Frankrijk | 0 – 0 | Israël | Stade de France, Saint-Denis Toeschouwers: 43.527 Scheidsrechter: René Temmink (NED) |
| 4 september 2004 «onderlinge duels» 21:00 | Verslag   |       |        | Stade de France, Saint-Denis Toeschouwers: 43.527 Scheidsrechter: René Temmink (NED) |

|                                           |         |         |                     |                                                                              |
| 8 september 2004 «onderlinge duels» 17:00 | Faeröer | 0 – 2   | Frankrijk           | Tórsvøllur, Tórshavn Toeschouwers: 5.917 Scheidsrechter: Craig Thomson (SCO) |
| 8 september 2004 «onderlinge duels» 17:00 |         | Verslag | 32' Giuly 73' Cissé | Tórsvøllur, Tórshavn Toeschouwers: 5.917 Scheidsrechter: Craig Thomson (SCO) |

|                                           |              |         |             |                                                                                 |
| 8 september 2004 «onderlinge duels» 20:30 | Zwitserland  | 1 – 1   | Ierland     | St. Jakob-Park, Basel Toeschouwers: 28.000 Scheidsrechter: Kyros Vassaras (GRE) |
| 8 september 2004 «onderlinge duels» 20:30 | H. Yakin 17' | Verslag | 8' Morrison | St. Jakob-Park, Basel Toeschouwers: 28.000 Scheidsrechter: Kyros Vassaras (GRE) |

|                                           |                        |         |                  |                                                                                       |
| 8 september 2004 «onderlinge duels» 20:50 | Israël                 | 2 – 1   | Cyprus           | Ramat Ganstadion, Ramat Gan Toeschouwers: 21.872 Scheidsrechter: Sergey Shmolik (BLR) |
| 8 september 2004 «onderlinge duels» 20:50 | Benayoun 64' Badir 75' | Verslag | 59' Konstantinou | Ramat Ganstadion, Ramat Gan Toeschouwers: 21.872 Scheidsrechter: Sergey Shmolik (BLR) |

|                                         |                            |         |                               |                                                                               |
| 9 oktober 2004 «onderlinge duels» 20:00 | Cyprus                     | 2 – 2   | Faeröer                       | GSP-stadion, Nicosia Toeschouwers: 1.400 Scheidsrechter: Zohrab Gadiyev (AZE) |
| 9 oktober 2004 «onderlinge duels» 20:00 | Konstantinou 15' Okkas 81' | Verslag | 21' Jørgensen 43' R. Jacobsen | GSP-stadion, Nicosia Toeschouwers: 1.400 Scheidsrechter: Zohrab Gadiyev (AZE) |

|                                         |                  |         |                         |                                                                                    |
| 9 oktober 2004 «onderlinge duels» 20:05 | Israël           | 2 – 2   | Zwitserland             | Ramat Ganstadion, Ramat Gan Toeschouwers: 37.976 Scheidsrechter: Mark Shield (AUS) |
| 9 oktober 2004 «onderlinge duels» 20:05 | Benayoun 9', 48' | Verslag | 26' Frei 34' Vonlanthen | Ramat Ganstadion, Ramat Gan Toeschouwers: 37.976 Scheidsrechter: Mark Shield (AUS) |

|                                         |           |       |         |                                                                                              |
| 9 oktober 2004 «onderlinge duels» 21:00 | Frankrijk | 0 – 0 | Ierland | Stade de France, Saint-Denis Toeschouwers: 78.863 Scheidsrechter: Arturo Dauden Ibáñez (ESP) |
| 9 oktober 2004 «onderlinge duels» 21:00 | Verslag   |       |         | Stade de France, Saint-Denis Toeschouwers: 78.863 Scheidsrechter: Arturo Dauden Ibáñez (ESP) |

|                                          |                       |         |         |                                                                                 |
| 13 oktober 2004 «onderlinge duels» 19:30 | Ierland               | 2 – 0   | Faeröer | Lansdowne Road, Dublin Toeschouwers: 36.000 Scheidsrechter: Romans Lajuks (LVA) |
| 13 oktober 2004 «onderlinge duels» 19:30 | Keane 14' (pen.), 32' | Verslag |         | Lansdowne Road, Dublin Toeschouwers: 36.000 Scheidsrechter: Romans Lajuks (LVA) |

|                                          |        |         |                       |                                                                                |
| 13 oktober 2004 «onderlinge duels» 21:45 | Cyprus | 0 – 2   | Frankrijk             | GSP-stadion, Nicosia Toeschouwers: 3.319 Scheidsrechter: Claus Bo Larsen (DEN) |
| 13 oktober 2004 «onderlinge duels» 21:45 |        | Verslag | 38' Wiltord 72' Henry | GSP-stadion, Nicosia Toeschouwers: 3.319 Scheidsrechter: Claus Bo Larsen (DEN) |

|                                           |           |         |                     |                                                                            |
| 17 november 2004 «onderlinge duels» 19:00 | Cyprus    | 1 – 2   | Israël              | GSP-stadion, Nicosia Toeschouwers: 1.624 Scheidsrechter: Sten Kaldma (EST) |
| 17 november 2004 «onderlinge duels» 19:00 | Okkas 45' | Verslag | 17' Keisi 86' Nimni | GSP-stadion, Nicosia Toeschouwers: 1.624 Scheidsrechter: Sten Kaldma (EST) |

|                                        |                 |         |              |                                                                                        |
| 26 maart 2005 «onderlinge duels» 19:50 | Israël          | 1 – 1   | Ierland      | Ramat Ganstadion, Ramat Gan Toeschouwers: 32.150 Scheidsrechter: Valentin Ivanov (RUS) |
| 26 maart 2005 «onderlinge duels» 19:50 | Abbas Souan 90' | Verslag | 43' Morrison | Ramat Ganstadion, Ramat Gan Toeschouwers: 32.150 Scheidsrechter: Valentin Ivanov (RUS) |

|                                        |           |       |             |                                                                                           |
| 26 maart 2005 «onderlinge duels» 21:00 | Frankrijk | 0 – 0 | Zwitserland | Stade de France, Saint-Denis Toeschouwers: 79.373 Scheidsrechter: Massimo De Santis (ITA) |
| 26 maart 2005 «onderlinge duels» 21:00 | Verslag   |       |             | Stade de France, Saint-Denis Toeschouwers: 79.373 Scheidsrechter: Massimo De Santis (ITA) |

|                                        |             |         |        |                                                                           |
| 30 maart 2005 «onderlinge duels» 20:30 | Zwitserland | 1 – 0   | Cyprus | Hardturm, Zürich Toeschouwers: 16.066 Scheidsrechter: Stuart Dougal (SCO) |
| 30 maart 2005 «onderlinge duels» 20:30 | Frei 87'    | Verslag |        | Hardturm, Zürich Toeschouwers: 16.066 Scheidsrechter: Stuart Dougal (SCO) |

|                                        |           |         |               |                                                                                    |
| 30 maart 2005 «onderlinge duels» 20:50 | Israël    | 1 – 1   | Frankrijk     | Ramat Ganstadion, Ramat Gan Toeschouwers: 32.150 Scheidsrechter: Markus Merk (DUI) |
| 30 maart 2005 «onderlinge duels» 20:50 | Badir 83' | Verslag | 50' Trezeguet | Ramat Ganstadion, Ramat Gan Toeschouwers: 32.150 Scheidsrechter: Markus Merk (DUI) |

|                                      |                 |         |                         |                                                                              |
| 4 juni 2005 «onderlinge duels» 16:30 | Faeröer         | 1 – 3   | Zwitserland             | Svangaskarð, Toftir Toeschouwers: 2.047 Scheidsrechter: Serge Gumienny (BEL) |
| 4 juni 2005 «onderlinge duels» 16:30 | R. Jacobsen 70' | Verslag | 25' Wicky 72', 84' Frei | Svangaskarð, Toftir Toeschouwers: 2.047 Scheidsrechter: Serge Gumienny (BEL) |

|                                      |                    |         |                                 |                                                                                  |
| 4 juni 2005 «onderlinge duels» 19:30 | Ierland            | 2 – 2   | Israël                          | Lansdowne Road, Dublin Toeschouwers: 36.000 Scheidsrechter: Kyros Vassaras (GRE) |
| 4 juni 2005 «onderlinge duels» 19:30 | Harte 5' Keane 11' | Verslag | 39' Avi Yehiel 45+1' >Avi Nimni | Lansdowne Road, Dublin Toeschouwers: 36.000 Scheidsrechter: Kyros Vassaras (GRE) |

|                                      |         |         |                       |                                                                             |
| 8 juni 2005 «onderlinge duels» 19:30 | Faeröer | 0 – 2   | Ierland               | Tórsvøllur, Tórshavn Toeschouwers: 5.180 Scheidsrechter: Anton Guenov (BUL) |
| 8 juni 2005 «onderlinge duels» 19:30 |         | Verslag | 51' Harte 59' Kilbane | Tórsvøllur, Tórshavn Toeschouwers: 5.180 Scheidsrechter: Anton Guenov (BUL) |

|                                           |         |         |                                          |                                                                                  |
| 17 augustus 2005 «onderlinge duels» 19:00 | Faeröer | 0 – 3   | Cyprus                                   | Svangaskarð, Toftir Toeschouwers: 2.720 Scheidsrechter: Stefan Johannesson (SWE) |
| 17 augustus 2005 «onderlinge duels» 19:00 |         | Verslag | 39', 77' (pen.) Konstantinou 95' Krassas | Svangaskarð, Toftir Toeschouwers: 2.720 Scheidsrechter: Stefan Johannesson (SWE) |

|                                           |             |         |           |                                                                                  |
| 3 september 2005 «onderlinge duels» 17:30 | Zwitserland | 1 – 1   | Israël    | St. Jakob-Park, Basel Toeschouwers: 30.000 Scheidsrechter: Roberto Rosetti (ITA) |
| 3 september 2005 «onderlinge duels» 17:30 | Frei 6'     | Verslag | 20' Keisi | St. Jakob-Park, Basel Toeschouwers: 30.000 Scheidsrechter: Roberto Rosetti (ITA) |

|                                           |                                 |         |         |                                                                                       |
| 3 september 2005 «onderlinge duels» 21:00 | Frankrijk                       | 3 – 0   | Faeröer | Stade Bollaert-Delelis, Lens Toeschouwers: 40.126 Scheidsrechter: Jaroslav Jára (CZE) |
| 3 september 2005 «onderlinge duels» 21:00 | Cissé 14', 76' Olsen 18' (e.d.) | Verslag |         | Stade Bollaert-Delelis, Lens Toeschouwers: 40.126 Scheidsrechter: Jaroslav Jára (CZE) |

|                                           |         |         |                     |                                                                            |
| 7 september 2005 «onderlinge duels» 18:00 | Faeröer | 0 – 2   | Israël              | Tórsvøllur, Tórshavn Toeschouwers: 2.240 Scheidsrechter: Pieter Vink (NED) |
| 7 september 2005 «onderlinge duels» 18:00 |         | Verslag | 54' Nimni 79' Katan | Tórsvøllur, Tórshavn Toeschouwers: 2.240 Scheidsrechter: Pieter Vink (NED) |

|                                           |         |         |           |                                                                                  |
| 7 september 2005 «onderlinge duels» 19:55 | Ierland | 0 – 1   | Frankrijk | Lansdowne Road, Dublin Toeschouwers: 36.000 Scheidsrechter: Herbert Fandel (DUI) |
| 7 september 2005 «onderlinge duels» 19:55 |         | Verslag | 68' Henry | Lansdowne Road, Dublin Toeschouwers: 36.000 Scheidsrechter: Herbert Fandel (DUI) |

|                                           |               |         |                                 |                                                                               |
| 7 september 2005 «onderlinge duels» 21:15 | Cyprus        | 1 – 3   | Zwitserland                     | GSP-stadion, Nicosia Toeschouwers: 2.561 Scheidsrechter: Nikolai Ivanov (RUS) |
| 7 september 2005 «onderlinge duels» 21:15 | Aloneftis 35' | Verslag | 15' Frei 71' Senderos 84' Gygax | GSP-stadion, Nicosia Toeschouwers: 2.561 Scheidsrechter: Nikolai Ivanov (RUS) |

|                                         |        |         |            |                                                                               |
| 8 oktober 2005 «onderlinge duels» 20:00 | Cyprus | 0 – 1   | Ierland    | GSP-stadion, Nicosia Toeschouwers: 13.546 Scheidsrechter: Viktor Kassai (HUN) |
| 8 oktober 2005 «onderlinge duels» 20:00 |        | Verslag | 6' Elliott | GSP-stadion, Nicosia Toeschouwers: 13.546 Scheidsrechter: Viktor Kassai (HUN) |

|                                         |             |         |           |                                                                                       |
| 8 oktober 2005 «onderlinge duels» 20:45 | Zwitserland | 1 – 1   | Frankrijk | Stade de Suisse Wankdorf, Bern Toeschouwers: 31.400 Scheidsrechter: Terje Hauge (NOR) |
| 8 oktober 2005 «onderlinge duels» 20:45 | Magnin 80'  | Verslag | 53' Cissé | Stade de Suisse Wankdorf, Bern Toeschouwers: 31.400 Scheidsrechter: Terje Hauge (NOR) |

|                                         |                            |         |                 |                                                                                         |
| 8 oktober 2005 «onderlinge duels» 21:10 | Israël                     | 2 – 1   | Faeröer         | Ramat Ganstadion, Ramat Gan Toeschouwers: 31.857 Scheidsrechter: Bernhard Brugger (AUT) |
| 8 oktober 2005 «onderlinge duels» 21:10 | Benayoun 1' Zandberg 90+1' | Verslag | 90+3' Samuelsen | Ramat Ganstadion, Ramat Gan Toeschouwers: 31.857 Scheidsrechter: Bernhard Brugger (AUT) |

|                                          |         |       |             |                                                                               |
| 12 oktober 2005 «onderlinge duels» 19:45 | Ierland | 0 – 0 | Zwitserland | Lansdowne Road, Dublin Toeschouwers: 35.944 Scheidsrechter: Markus Merk (DUI) |
| 12 oktober 2005 «onderlinge duels» 19:45 | Verslag |       |             | Lansdowne Road, Dublin Toeschouwers: 35.944 Scheidsrechter: Markus Merk (DUI) |

|                                          |                                               |         |        |                                                                                        |
| 12 oktober 2005 «onderlinge duels» 20:45 | Frankrijk                                     | 4 – 0   | Cyprus | Stade de France, Saint-Denis Toeschouwers: 78.864 Scheidsrechter: Wolfgang Stark (DUI) |
| 12 oktober 2005 «onderlinge duels» 20:45 | Zidane 29' Wiltord 32' Dhorasoo 44' Giuly 84' | Verslag |        | Stade de France, Saint-Denis Toeschouwers: 78.864 Scheidsrechter: Wolfgang Stark (DUI) |

### Groep 5
Na twee onsuccesvolle toernooien onder Giovanni Trapattoni stelde Italië Marcelo Lippi aan als opvolger, Lippi was in het verleden erg succesvol als trainer van Juventus. Na twee overwinningen verloor Italië verrassend met 1-0 van Slovenië, waarna het ex-Joegoslavische land de leiding in de groep overnam. Slovenië zou in het verdere verloop van de cyclus ver terugvallen, Italië verloor alleen nog punten in de uitwedstrijden tegen Schotland en Noorwegen en na een 1-0 overwinning op Slovenië plaatste Italië zich vrij simpel voor de eindronde.
De strijd om de tweede plaats was een strijd tussen een aantal wisselvallig spelende landen, Noorwegen won op de vierde speeldag met 3-0 van Slovenië en beide landen stonden in juni 2015 gelijk met negen punten uit zes wedstrijden, twee meer dan Wit Rusland en drie meer dan Schotland, dat pas op de zesde speeldag zijn eerste overwinning behaalde. Noorwegen leek Slovenië definitief af te schudden na een 2-3 zege in de uitwedstrijd, maar na een onverwachte zege van Schotland in de uitwedstrijd tegen Noorwegen was de strijd om de tweede plek weer volledig open. Uiteindelijk was het in de negende speeldag beslist: Noorwegen won van Moldavië, terwijl Slovenië en Schotland hun wedstrijden verloren. Noorwegen moest nu in de Play-Offs spelen tegen Tsjechië.
| Nr. | Land        | GW | W | G | V | DV | DT | DS  | Ptn | Resultaat                              |
| --- | ----------- | -- | - | - | - | -- | -- | --- | --- | -------------------------------------- |
| 1   | Italië      | 10 | 7 | 2 | 1 | 17 | 8  | +9  | 23  | Gekwalificeerd voor het hoofdtoernooi. |
| 2   | Noorwegen   | 10 | 5 | 3 | 2 | 12 | 7  | +5  | 18  | Play-off                               |
| 3   | Schotland   | 10 | 3 | 4 | 3 | 9  | 7  | +2  | 13  |                                        |
| 4   | Slovenië    | 10 | 3 | 3 | 4 | 10 | 13 | –3  | 12  |                                        |
| 5   | Wit-Rusland | 10 | 2 | 4 | 4 | 12 | 14 | –2  | 10  |                                        |
| 6   | Moldavië    | 10 | 1 | 2 | 7 | 5  | 16 | –11 | 5   |                                        |

|                                           |                       |         |          |                                                                            |
| 4 september 2004 «onderlinge duels» 20:15 | Slovenië              | 3 – 0   | Moldavië | Arena Petrol, Celje Toeschouwers: 3.620 Scheidsrechter: Jouni Hyytiä (FIN) |
| 4 september 2004 «onderlinge duels» 20:15 | Ačimovič 5', 27', 48' | Verslag |          | Arena Petrol, Celje Toeschouwers: 3.620 Scheidsrechter: Jouni Hyytiä (FIN) |

|                                           |                      |         |           |                                                                                     |
| 4 september 2004 «onderlinge duels» 20:45 | Italië               | 2 – 1   | Noorwegen | Stadio Renzo Barbera, Palermo Toeschouwers: 21.463 Scheidsrechter: Alain Sars (FRA) |
| 4 september 2004 «onderlinge duels» 20:45 | De Rossi 4' Toni 80' | Verslag | 1' Carew  | Stadio Renzo Barbera, Palermo Toeschouwers: 21.463 Scheidsrechter: Alain Sars (FRA) |

|                                           |           |       |          |                                                                                  |
| 8 september 2004 «onderlinge duels» 20:00 | Schotland | 0 – 0 | Slovenië | Hampden Park, Glasgow Toeschouwers: 38.279 Scheidsrechter: Claus Bo Larsen (DEN) |
| 8 september 2004 «onderlinge duels» 20:00 | Verslag   |       |          | Hampden Park, Glasgow Toeschouwers: 38.279 Scheidsrechter: Claus Bo Larsen (DEN) |

|                                           |            |         |               |                                                                              |
| 8 september 2004 «onderlinge duels» 20:00 | Noorwegen  | 1 – 1   | Wit-Rusland   | Ullevaalstadion, Oslo Toeschouwers: 25.272 Scheidsrechter: Paulo Costa (POR) |
| 8 september 2004 «onderlinge duels» 20:00 | Riseth 39' | Verslag | 78' Koetoezaw | Ullevaalstadion, Oslo Toeschouwers: 25.272 Scheidsrechter: Paulo Costa (POR) |

|                                           |          |         |               |                                                                                       |
| 8 september 2004 «onderlinge duels» 21:45 | Moldavië | 0 – 1   | Italië        | Stadionul Republican, Chişinău Toeschouwers: 5.200 Scheidsrechter: Michal Beneš (CZE) |
| 8 september 2004 «onderlinge duels» 21:45 |          | Verslag | 32' Del Piero | Stadionul Republican, Chişinău Toeschouwers: 5.200 Scheidsrechter: Michal Beneš (CZE) |

|                                         |           |         |                    |                                                                                |
| 9 oktober 2004 «onderlinge duels» 15:00 | Schotland | 0 – 1   | Noorwegen          | Hampden Park, Glasgow Toeschouwers: 51.000 Scheidsrechter: Paul Allaerts (BEL) |
| 9 oktober 2004 «onderlinge duels» 15:00 |           | Verslag | 54' (pen.) Iversen | Hampden Park, Glasgow Toeschouwers: 51.000 Scheidsrechter: Paul Allaerts (BEL) |

|                                         |                                                            |         |          |                                                                               |
| 9 oktober 2004 «onderlinge duels» 19:00 | Wit-Rusland                                                | 4 – 0   | Moldavië | Dinamostadion, Minsk Toeschouwers: 21.000 Scheidsrechter: Selçuk Dereli (TUR) |
| 9 oktober 2004 «onderlinge duels» 19:00 | Omelyanchuk 45' Koetoezaw 65' Bulyha 75' Romaschenko 90+1' | Verslag |          | Dinamostadion, Minsk Toeschouwers: 21.000 Scheidsrechter: Selçuk Dereli (TUR) |

|                                         |           |         |        |                                                                                  |
| 9 oktober 2004 «onderlinge duels» 21:00 | Slovenië  | 1 – 0   | Italië | Arena Petrol, Celje Toeschouwers: 9.262 Scheidsrechter: Frank De Bleeckere (BEL) |
| 9 oktober 2004 «onderlinge duels» 21:00 | Cesar 82' | Verslag |        | Arena Petrol, Celje Toeschouwers: 9.262 Scheidsrechter: Frank De Bleeckere (BEL) |

|                                          |                                    |         |          |                                                                                  |
| 13 oktober 2004 «onderlinge duels» 19:00 | Noorwegen                          | 3 – 0   | Slovenië | Ullevaalstadion, Oslo Toeschouwers: 24.907 Scheidsrechter: Valentin Ivanov (RUS) |
| 13 oktober 2004 «onderlinge duels» 19:00 | Carew 7' Pedersen 60' Ødegaard 89' | Verslag |          | Ullevaalstadion, Oslo Toeschouwers: 24.907 Scheidsrechter: Valentin Ivanov (RUS) |

|                                          |          |         |              |                                                                                             |
| 13 oktober 2004 «onderlinge duels» 21:00 | Moldavië | 1 – 1   | Schotland    | Stadionul Republican, Chişinău Toeschouwers: 7.000 Scheidsrechter: Kristinn Jakobsson (ICE) |
| 13 oktober 2004 «onderlinge duels» 21:00 | Dadu 28' | Verslag | 31' Thompson | Stadionul Republican, Chişinău Toeschouwers: 7.000 Scheidsrechter: Kristinn Jakobsson (ICE) |

|                                          |                                                  |         |                                 |                                                                                            |
| 13 oktober 2004 «onderlinge duels» 21:00 | Italië                                           | 4 – 3   | Wit-Rusland                     | Stadio Ennio Tardini, Parma Toeschouwers: 19.833 Scheidsrechter: Carlos Megía Dávila (ESP) |
| 13 oktober 2004 «onderlinge duels» 21:00 | Totti 26' (pen.), 74' De Rossi 32' Gilardino 86' | Verslag | 52', 88' Romaschenko 76' Bulyga | Stadio Ennio Tardini, Parma Toeschouwers: 19.833 Scheidsrechter: Carlos Megía Dávila (ESP) |

|                                        |                |         |           |                                                                                          |
| 26 maart 2005 «onderlinge duels» 20:45 | Italië         | 2 – 0   | Schotland | Stadio Giuseppe Meazza, Milaan Toeschouwers: 40.745 Scheidsrechter: Kyros Vassaras (GRE) |
| 26 maart 2005 «onderlinge duels» 20:45 | Pirlo 35', 84' | Verslag |           | Stadio Giuseppe Meazza, Milaan Toeschouwers: 40.745 Scheidsrechter: Kyros Vassaras (GRE) |

|                                        |           |         |             |                                                                                |
| 30 maart 2005 «onderlinge duels» 20:15 | Slovenië  | 1 – 1   | Wit-Rusland | Arena Petrol, Celje Toeschouwers: 6.450 Scheidsrechter: Khalil Al Ghamdi (KSA) |
| 30 maart 2005 «onderlinge duels» 20:15 | Rodić 44' | Verslag | 49' Kulchiy | Arena Petrol, Celje Toeschouwers: 6.450 Scheidsrechter: Khalil Al Ghamdi (KSA) |

|                                        |          |       |           |                                                                                        |
| 30 maart 2005 «onderlinge duels» 20:45 | Moldavië | 0 – 0 | Noorwegen | Stadionul Republican, Chişinău Toeschouwers: 5.000 Scheidsrechter: Florian Meyer (DUI) |
| 30 maart 2005 «onderlinge duels» 20:45 | Verslag  |       |           | Stadionul Republican, Chişinău Toeschouwers: 5.000 Scheidsrechter: Florian Meyer (DUI) |

|                                      |                         |         |          |                                                                                 |
| 4 juni 2005 «onderlinge duels» 15:00 | Schotland               | 2 – 0   | Moldavië | Hampden Park, Glasgow Toeschouwers: 45.317 Scheidsrechter: Eric Braamhaar (NOR) |
| 4 juni 2005 «onderlinge duels» 15:00 | Dailly 52' McFadden 88' | Verslag |          | Hampden Park, Glasgow Toeschouwers: 45.317 Scheidsrechter: Eric Braamhaar (NOR) |

|                                      |               |         |          |                                                                                |
| 4 juni 2005 «onderlinge duels» 20:00 | Wit-Rusland   | 1 – 1   | Slovenië | Dinamostadion, Minsk Toeschouwers: 29.042 Scheidsrechter: Martin Hansson (SWE) |
| 4 juni 2005 «onderlinge duels» 20:00 | Belkevich 18' | Verslag | 17' Čeh  | Dinamostadion, Minsk Toeschouwers: 29.042 Scheidsrechter: Martin Hansson (SWE) |

|                                      |           |       |        |                                                                                         |
| 4 juni 2005 «onderlinge duels» 20:30 | Noorwegen | 0 – 0 | Italië | Ullevaalstadion, Oslo Toeschouwers: 24.829 Scheidsrechter: Manuel Mejuto González (ESP) |
| 4 juni 2005 «onderlinge duels» 20:30 | Verslag   |       |        | Ullevaalstadion, Oslo Toeschouwers: 24.829 Scheidsrechter: Manuel Mejuto González (ESP) |

|                                      |             |       |           |                                                                                      |
| 8 juni 2005 «onderlinge duels» 21:00 | Wit-Rusland | 0 – 0 | Schotland | Dinamostadion, Minsk Toeschouwers: 28.287 Scheidsrechter: Olegário Benquerença (POR) |
| 8 juni 2005 «onderlinge duels» 21:00 | Verslag     |       |           | Dinamostadion, Minsk Toeschouwers: 28.287 Scheidsrechter: Olegário Benquerença (POR) |

|                                           |            |         |            |                                                                               |
| 3 september 2005 «onderlinge duels» 17:30 | Schotland  | 1 – 1   | Italië     | Hampden Park, Glasgow Toeschouwers: 50.185 Scheidsrechter: Ľuboš Micheľ (SVK) |
| 3 september 2005 «onderlinge duels» 17:30 | Miller 13' | Verslag | 75' Grosso | Hampden Park, Glasgow Toeschouwers: 50.185 Scheidsrechter: Ľuboš Micheľ (SVK) |

|                                           |                   |         |             |                                                                                          |
| 3 september 2005 «onderlinge duels» 19:00 | Moldavië          | 2 – 0   | Wit-Rusland | Stadionul Republican, Chişinău Toeschouwers: 5.000 Scheidsrechter: Laurent Duhamel (FRA) |
| 3 september 2005 «onderlinge duels» 19:00 | Rogaciov 17', 49' | Verslag |             | Stadionul Republican, Chişinău Toeschouwers: 5.000 Scheidsrechter: Laurent Duhamel (FRA) |

|                                           |                         |         |                                       |                                                                                      |
| 3 september 2005 «onderlinge duels» 20:45 | Slovenië                | 2 – 3   | Noorwegen                             | Arena Petrol, Celje Toeschouwers: 10.055 Scheidsrechter: Luis Medina Cantalejo (ESP) |
| 3 september 2005 «onderlinge duels» 20:45 | Cimirotič 4' Žlogar 83' | Verslag | 3' Carew 23' Lundekvam 90+2' Pedersen | Arena Petrol, Celje Toeschouwers: 10.055 Scheidsrechter: Luis Medina Cantalejo (ESP) |

|                                           |           |         |                 |                                                                              |
| 7 september 2005 «onderlinge duels» 19:00 | Noorwegen | 1 – 2   | Schotland       | Ullevaalstadion, Oslo Toeschouwers: 24.904 Scheidsrechter: Alain Hamer (LUX) |
| 7 september 2005 «onderlinge duels» 19:00 | Årst 89'  | Verslag | 20', 30' Miller | Ullevaalstadion, Oslo Toeschouwers: 24.904 Scheidsrechter: Alain Hamer (LUX) |

|                                           |              |         |                                  |                                                                              |
| 7 september 2005 «onderlinge duels» 20:00 | Wit-Rusland  | 1 – 4   | Italië                           | Dinamostadion, Minsk Toeschouwers: 30.299 Scheidsrechter: René Temmink (NED) |
| 7 september 2005 «onderlinge duels» 20:00 | Koetoezaw 4' | Verslag | 6', 13', 55' Toni 45' Camoranesi | Dinamostadion, Minsk Toeschouwers: 30.299 Scheidsrechter: René Temmink (NED) |

|                                           |              |         |                       |                                                                                         |
| 7 september 2005 «onderlinge duels» 21:15 | Moldavië     | 1 – 2   | Slovenië              | Stadionul Republican, Chişinău Toeschouwers: 7.200 Scheidsrechter: Joeri Baskakov (RUS) |
| 7 september 2005 «onderlinge duels» 21:15 | Rogaciov 31' | Verslag | 47' Lavrič 58' Mavrič | Stadionul Republican, Chişinău Toeschouwers: 7.200 Scheidsrechter: Joeri Baskakov (RUS) |

|                                         |           |         |              |                                                                              |
| 8 oktober 2005 «onderlinge duels» 15:00 | Schotland | 0 – 1   | Wit-Rusland  | Hampden Park, Glasgow Toeschouwers: 51.105 Scheidsrechter: Zsolt Szabó (HUN) |
| 8 oktober 2005 «onderlinge duels» 15:00 |           | Verslag | 5' Koetoezaw | Hampden Park, Glasgow Toeschouwers: 51.105 Scheidsrechter: Zsolt Szabó (HUN) |

|                                         |               |         |          |                                                                                |
| 8 oktober 2005 «onderlinge duels» 20:15 | Noorwegen     | 1 – 0   | Moldavië | Ullevaalstadion, Oslo Toeschouwers: 23.409 Scheidsrechter: Steve Bennett (ENG) |
| 8 oktober 2005 «onderlinge duels» 20:15 | Rushfeldt 50' | Verslag |          | Ullevaalstadion, Oslo Toeschouwers: 23.409 Scheidsrechter: Steve Bennett (ENG) |

|                                         |              |         |          |                                                                                      |
| 8 oktober 2005 «onderlinge duels» 21:00 | Italië       | 1 – 0   | Slovenië | Stadio Renzo Barbera, Palermo Toeschouwers: 19.123 Scheidsrechter: Éric Poulat (FRA) |
| 8 oktober 2005 «onderlinge duels» 21:00 | Zaccardo 78' | Verslag |          | Stadio Renzo Barbera, Palermo Toeschouwers: 19.123 Scheidsrechter: Éric Poulat (FRA) |

|                                          |                         |         |            |                                                                                            |
| 12 oktober 2005 «onderlinge duels» 20:30 | Italië                  | 2 – 1   | Moldavië   | Stadio Via del Mare, Lecce Toeschouwers: 28.160 Scheidsrechter: Olegário Benquerença (POR) |
| 12 oktober 2005 «onderlinge duels» 20:30 | Vieri 70' Gilardino 85' | Verslag | 76' Gațcan | Stadio Via del Mare, Lecce Toeschouwers: 28.160 Scheidsrechter: Olegário Benquerença (POR) |

|                                          |          |         |                                      |                                                                            |
| 12 oktober 2005 «onderlinge duels» 20:30 | Slovenië | 0 – 3   | Schotland                            | Arena Petrol, Celje Toeschouwers: 9.100 Scheidsrechter: René Temmink (NED) |
| 12 oktober 2005 «onderlinge duels» 20:30 |          | Verslag | 4' Fletcher 47' McFadden 84' Hartley | Arena Petrol, Celje Toeschouwers: 9.100 Scheidsrechter: René Temmink (NED) |

|                                          |             |         |             |                                                                               |
| 12 oktober 2005 «onderlinge duels» 21:30 | Wit-Rusland | 0 – 1   | Noorwegen   | Dinamostadion, Minsk Toeschouwers: 13.222 Scheidsrechter: Konrad Plautz (AUT) |
| 12 oktober 2005 «onderlinge duels» 21:30 |             | Verslag | 74' Helstad | Dinamostadion, Minsk Toeschouwers: 13.222 Scheidsrechter: Konrad Plautz (AUT) |

### Groep 6
Nadat Engeland en Polen elkaar in de vorige twee kwalificatie-cyclussen niet tegenkwamen, werden beide landen weer bij elkaar geloot, tussen 1990 en 2000 speelden ze maar liefst tien keer tegen elkaar in een WK-of EK kwalificatiereeks. Engeland speelde zijn eerste wedstrijd tegen Oostenrijk, was sterker dan de thuisclub, nam een 0-2 voorsprong, maar tussen de 71e en de 73e minuut scoorden de Oostenrijkers twee maal: 2-2, mede dankzij een slippertje van doelman David James. Vier dagen later maakte Engeland alles goed door met 1-2 te winnen van Polen dankzij een eigen doelpunt.
Engeland en Polen waren superieur in deze groep en wonnen alle wedstrijden. In de achtste speeldag verloor Engeland de koppositie door verrassend met 1-0 van Noord-Ierland te verliezen, de eerste overwinning van Noord-Ierland op Engeland sinds 1972. De Engelse pers eiste meteen ontslag van coach Sven-Göran Eriksson ondanks de naderende kwalificatie. Op de negende speeldag werd Oostenrijk met 1-0 verslagen ondanks een rode kaart van David Beckham, op de laatste speeldag werd kwalificatie definitief veilig gesteld na een 2-1 zege op Polen. Polen won alle wedstrijden buiten de wedstrijden tegen Engeland om en plaatste zich als een van de twee beste landen, die als tweede eindigde in zijn groep voor het WK.
| Nr. | Land          | GW | W | G | V | DV | DT | DS  | Ptn | Resultaat                              |
| --- | ------------- | -- | - | - | - | -- | -- | --- | --- | -------------------------------------- |
| 1   | Engeland      | 10 | 8 | 1 | 1 | 17 | 5  | 12  | 25  | Gekwalificeerd voor het hoofdtoernooi. |
| 2   | Polen         | 10 | 8 | 0 | 2 | 27 | 9  | 18  | 24  | Gekwalificeerd voor het hoofdtoernooi. |
| 3   | Oostenrijk    | 10 | 4 | 3 | 3 | 15 | 12 | 3   | 15  |                                        |
| 4   | Noord-Ierland | 10 | 2 | 3 | 5 | 10 | 18 | –8  | 9   |                                        |
| 5   | Wales         | 10 | 2 | 2 | 6 | 10 | 15 | –5  | 8   |                                        |
| 6   | Azerbeidzjan  | 10 | 0 | 3 | 7 | 1  | 21 | –20 | 3   |                                        |

|                                           |               |         |                                          |                                                                               |
| 4 september 2004 «onderlinge duels» 15:00 | Noord-Ierland | 0 – 3   | Polen                                    | Windsor Park, Belfast Toeschouwers: 12.487 Scheidsrechter: Jan Wegereef (NED) |
| 4 september 2004 «onderlinge duels» 15:00 |               | Verslag | 4' Żurawski 36' Włodarczyk 56' Krzynówek | Windsor Park, Belfast Toeschouwers: 12.487 Scheidsrechter: Jan Wegereef (NED) |

|                                           |                             |         |                         |                                                                                    |
| 4 september 2004 «onderlinge duels» 20:30 | Oostenrijk                  | 2 – 2   | Engeland                | Ernst Happelstadion, Wenen Toeschouwers: 48.000 Scheidsrechter: Ľuboš Micheľ (SVK) |
| 4 september 2004 «onderlinge duels» 20:30 | Kollmann 71' Ivanschitz 72' | Verslag | 24' Lampard 65' Gerrard | Ernst Happelstadion, Wenen Toeschouwers: 48.000 Scheidsrechter: Ľuboš Micheľ (SVK) |

|                                           |              |         |           |                                                                                        |
| 4 september 2004 «onderlinge duels» 21:00 | Azerbeidzjan | 1 – 1   | Wales     | Tofikh Bakhramovstadion, Bakoe Toeschouwers: 8.000 Scheidsrechter: Edo Trivković (CRO) |
| 4 september 2004 «onderlinge duels» 21:00 | Sadygov 55'  | Verslag | 47' Speed | Tofikh Bakhramovstadion, Bakoe Toeschouwers: 8.000 Scheidsrechter: Edo Trivković (CRO) |

|                                           |                          |         |                       |                                                                                         |
| 8 september 2004 «onderlinge duels» 20:00 | Wales                    | 2 – 2   | Noord-Ierland         | Millennium Stadium, Cardiff Toeschouwers: 63.500 Scheidsrechter: Domenico Messina (ITA) |
| 8 september 2004 «onderlinge duels» 20:00 | Hartson 32' Earnshaw 74' | Verslag | 10' Whitley 21' Healy | Millennium Stadium, Cardiff Toeschouwers: 63.500 Scheidsrechter: Domenico Messina (ITA) |

|                                           |              |         |                               |                                                                                  |
| 8 september 2004 «onderlinge duels» 20:30 | Polen        | 1 – 2   | Engeland                      | Śląskistadion, Chorzów Toeschouwers: 30.000 Scheidsrechter: Stefano Farina (ITA) |
| 8 september 2004 «onderlinge duels» 20:30 | Żurawski 47' | Verslag | 36' Defoe 57' (e.d.) Głowacki | Śląskistadion, Chorzów Toeschouwers: 30.000 Scheidsrechter: Stefano Farina (ITA) |

|                                           |                          |         |              |                                                                                       |
| 8 september 2004 «onderlinge duels» 20:30 | Oostenrijk               | 2 – 0   | Azerbeidzjan | Ernst Happelstadion, Wenen Toeschouwers: 26.400 Scheidsrechter: Lawrence Sammut (MLT) |
| 8 september 2004 «onderlinge duels» 20:30 | Stranzl 23' Kollmann 44' | Verslag |              | Ernst Happelstadion, Wenen Toeschouwers: 26.400 Scheidsrechter: Lawrence Sammut (MLT) |

|                                         |                        |         |       |                                                                                 |
| 9 oktober 2004 «onderlinge duels» 15:00 | Engeland               | 2 – 0   | Wales | Old Trafford, Manchester Toeschouwers: 65.224 Scheidsrechter: Terje Hauge (NOR) |
| 9 oktober 2004 «onderlinge duels» 15:00 | Lampard 4' Beckham 76' | Verslag |       | Old Trafford, Manchester Toeschouwers: 65.224 Scheidsrechter: Terje Hauge (NOR) |

|                                         |            |         |                                          |                                                                                       |
| 9 oktober 2004 «onderlinge duels» 20:30 | Oostenrijk | 1 – 3   | Polen                                    | Ernst Happelstadion, Wenen Toeschouwers: 46.100 Scheidsrechter: Lucílio Batista (POR) |
| 9 oktober 2004 «onderlinge duels» 20:30 | Schopp 30' | Verslag | 10' Kałużny 78' Krzynówek 90' Frankowski | Ernst Happelstadion, Wenen Toeschouwers: 46.100 Scheidsrechter: Lucílio Batista (POR) |

|                                         |              |       |               |                                                                                          |
| 9 oktober 2004 «onderlinge duels» 21:30 | Azerbeidzjan | 0 – 0 | Noord-Ierland | Tofikh Bakhramovstadion, Bakoe Toeschouwers: 6.460 Scheidsrechter: Attila Hanacsek (HUN) |
| 9 oktober 2004 «onderlinge duels» 21:30 | Verslag      |       |               | Tofikh Bakhramovstadion, Bakoe Toeschouwers: 6.460 Scheidsrechter: Attila Hanacsek (HUN) |

|                                          |                                   |         |                             |                                                                              |
| 13 oktober 2004 «onderlinge duels» 19:45 | Noord-Ierland                     | 3 – 3   | Oostenrijk                  | Windsor Park, Belfast Toeschouwers: 11.810 Scheidsrechter: Mark Shield (AUS) |
| 13 oktober 2004 «onderlinge duels» 19:45 | Healy 36' Murdock 58' Elliott 93' | Verslag | 14', 72' Schopp 59' Mayrleb | Windsor Park, Belfast Toeschouwers: 11.810 Scheidsrechter: Mark Shield (AUS) |

|                                          |                          |         |                                           |                                                                                   |
| 13 oktober 2004 «onderlinge duels» 20:00 | Wales                    | 2 – 3   | Polen                                     | Millennium Stadium, Cardiff Toeschouwers: 56.685 Scheidsrechter: Alain Sars (FRA) |
| 13 oktober 2004 «onderlinge duels» 20:00 | Earnshaw 56' Hartson 90' | Verslag | 72' Frankowski 81' Żurawski 85' Krzynówek | Millennium Stadium, Cardiff Toeschouwers: 56.685 Scheidsrechter: Alain Sars (FRA) |

|                                          |              |         |          |                                                                                       |
| 13 oktober 2004 «onderlinge duels» 21:30 | Azerbeidzjan | 0 – 1   | Engeland | Tofikh Bakhramovstadion, Bakoe Toeschouwers: 17.000 Scheidsrechter: Alain Hamer (LUX) |
| 13 oktober 2004 «onderlinge duels» 21:30 |              | Verslag | 22' Owen | Tofikh Bakhramovstadion, Bakoe Toeschouwers: 17.000 Scheidsrechter: Alain Hamer (LUX) |

|                                        |       |         |                        |                                                                                      |
| 26 maart 2005 «onderlinge duels» 15:00 | Wales | 0 – 2   | Oostenrijk             | Millennium Stadium, Cardiff Toeschouwers: 47.760 Scheidsrechter: Paul Allaerts (BEL) |
| 26 maart 2005 «onderlinge duels» 15:00 |       | Verslag | 81' Vastić 85' Stranzl | Millennium Stadium, Cardiff Toeschouwers: 47.760 Scheidsrechter: Paul Allaerts (BEL) |

|                                        |                                       |         |               |                                                                                    |
| 26 maart 2005 «onderlinge duels» 15:00 | Engeland                              | 4 – 0   | Noord-Ierland | Old Trafford, Manchester Toeschouwers: 62.239 Scheidsrechter: Wolfgang Stark (DUI) |
| 26 maart 2005 «onderlinge duels» 15:00 | J. Cole 47' Owen 52', 54' Lampard 62' | Verslag |               | Old Trafford, Manchester Toeschouwers: 62.239 Scheidsrechter: Wolfgang Stark (DUI) |

|                                        |                                                                                            |         |              |                                                                                                |
| 26 maart 2005 «onderlinge duels» 18:00 | Polen                                                                                      | 8 – 0   | Azerbeidzjan | Wojska Polskiegostadion, Warschau Toeschouwers: 9.000 Scheidsrechter: Nicolai Vollquartz (DEN) |
| 26 maart 2005 «onderlinge duels» 18:00 | Frankowski 12', 63', 66' Hajiyev 16' (e.d.) Kosowski 40' Krzynówek 72' Saganowski 84', 90' | Verslag |              | Wojska Polskiegostadion, Warschau Toeschouwers: 9.000 Scheidsrechter: Nicolai Vollquartz (DEN) |

|                                        |                         |         |              |                                                                                             |
| 30 maart 2005 «onderlinge duels» 19:45 | Engeland                | 2 – 0   | Azerbeidzjan | St. James' Park, Newcastle upon Tyne Toeschouwers: 49.046 Scheidsrechter: Paulo Costa (POR) |
| 30 maart 2005 «onderlinge duels» 19:45 | Gerrard 51' Beckham 62' | Verslag |              | St. James' Park, Newcastle upon Tyne Toeschouwers: 49.046 Scheidsrechter: Paulo Costa (POR) |

|                                        |              |         |               |                                                                                               |
| 30 maart 2005 «onderlinge duels» 20:00 | Polen        | 1 – 0   | Noord-Ierland | Wojska Polskiegostadion, Warschau Toeschouwers: 13.515 Scheidsrechter: Peter Fröjdfeldt (SWE) |
| 30 maart 2005 «onderlinge duels» 20:00 | Żurawski 87' | Verslag |               | Wojska Polskiegostadion, Warschau Toeschouwers: 13.515 Scheidsrechter: Peter Fröjdfeldt (SWE) |

|                                        |               |         |       |                                                                                              |
| 30 maart 2005 «onderlinge duels» 20:30 | Oostenrijk    | 1 – 0   | Wales | Ernst Happelstadion, Wenen Toeschouwers: 29.500 Scheidsrechter: Manuel Mejuto González (ESP) |
| 30 maart 2005 «onderlinge duels» 20:30 | Aufhauser 87' | Verslag |       | Ernst Happelstadion, Wenen Toeschouwers: 29.500 Scheidsrechter: Manuel Mejuto González (ESP) |

|                                      |              |         |                                      | |
| 4 juni 2005 «onderlinge duels» 20:00 | Azerbeidzjan | 0 – 3   | Polen                                | Tofikh Bakhramovstadion, Bakoe Toeschouwers: 10.458 Scheidsrechter: Alberto Undiano Mallenco (ESP) |
| 4 juni 2005 «onderlinge duels» 20:00 |              | Verslag | 28' Frankowski 57' Kłos 81' Żurawski | Tofikh Bakhramovstadion, Bakoe Toeschouwers: 10.458 Scheidsrechter: Alberto Undiano Mallenco (ESP) |

|                                           |                               |         |              |                                                                                 |
| 3 september 2005 «onderlinge duels» 15:00 | Noord-Ierland                 | 2 – 0   | Azerbeidzjan | Windsor Park, Belfast Toeschouwers: 12.000 Scheidsrechter: Dejan Stanišić (MNE) |
| 3 september 2005 «onderlinge duels» 15:00 | Elliott 60' Feeney 84' (pen.) | Verslag |              | Windsor Park, Belfast Toeschouwers: 12.000 Scheidsrechter: Dejan Stanišić (MNE) |

|                                           |       |         |             |                                                                                        |
| 3 september 2005 «onderlinge duels» 15:00 | Wales | 0 – 1   | Engeland    | Millennium Stadium, Cardiff Toeschouwers: 70.715 Scheidsrechter: Valentin Ivanov (RUS) |
| 3 september 2005 «onderlinge duels» 15:00 |       | Verslag | 54' J. Cole | Millennium Stadium, Cardiff Toeschouwers: 70.715 Scheidsrechter: Valentin Ivanov (RUS) |

|                                           |                                        |         |               |                                                                                     |
| 3 september 2005 «onderlinge duels» 20:30 | Polen                                  | 3 – 2   | Oostenrijk    | Śląskistadion, Chorzów Toeschouwers: 40.000 Scheidsrechter: Massimo De Santis (ITA) |
| 3 september 2005 «onderlinge duels» 20:30 | Smolarek 13' Kosowski 22' Żurawski 67' | Verslag | 61', 80' Linz | Śląskistadion, Chorzów Toeschouwers: 40.000 Scheidsrechter: Massimo De Santis (ITA) |

|                                           |               |         |          |                                                                                  |
| 7 september 2005 «onderlinge duels» 19:45 | Noord-Ierland | 1 – 0   | Engeland | Windsor Park, Belfast Toeschouwers: 14.069 Scheidsrechter: Massimo Busacca (SUI) |
| 7 september 2005 «onderlinge duels» 19:45 | Healy 73'     | Verslag |          | Windsor Park, Belfast Toeschouwers: 14.069 Scheidsrechter: Massimo Busacca (SUI) |

|                                           |              |         |       |                                                                                              |
| 7 september 2005 «onderlinge duels» 20:30 | Polen        | 1 – 0   | Wales | Wojska Polskiegostadion, Warschau Toeschouwers: 13.500 Scheidsrechter: Claus Bo Larsen (DEN) |
| 7 september 2005 «onderlinge duels» 20:30 | Żurawski 52' | Verslag |       | Wojska Polskiegostadion, Warschau Toeschouwers: 13.500 Scheidsrechter: Claus Bo Larsen (DEN) |

|                                           |              |       |            |                                                                                        |
| 7 september 2005 «onderlinge duels» 21:00 | Azerbeidzjan | 0 – 0 | Oostenrijk | Tofikh Bakhramovstadion, Bakoe Toeschouwers: 2.800 Scheidsrechter: Johan Verbist (BEL) |
| 7 september 2005 «onderlinge duels» 21:00 | Verslag      |       |            | Tofikh Bakhramovstadion, Bakoe Toeschouwers: 2.800 Scheidsrechter: Johan Verbist (BEL) |

|                                         |                         |         |                                   |                                                                              |
| 8 oktober 2005 «onderlinge duels» 14:00 | Noord-Ierland           | 2 – 3   | Wales                             | Windsor Park, Belfast Toeschouwers: 13.451 Scheidsrechter: Ruud Bossen (NED) |
| 8 oktober 2005 «onderlinge duels» 14:00 | Gillespie 47' Davis 50' | Verslag | 27' Davies 37' Robinson 81' Giggs | Windsor Park, Belfast Toeschouwers: 13.451 Scheidsrechter: Ruud Bossen (NED) |

|                                         |                    |         |            |                                                                                           |
| 8 oktober 2005 «onderlinge duels» 16:00 | Engeland           | 1 – 0   | Oostenrijk | Old Trafford, Manchester Toeschouwers: 64.822 Scheidsrechter: Luis Medina Cantalejo (ESP) |
| 8 oktober 2005 «onderlinge duels» 16:00 | Lampard 24' (pen.) | Verslag |            | Old Trafford, Manchester Toeschouwers: 64.822 Scheidsrechter: Luis Medina Cantalejo (ESP) |

|                                          |               |         |              |                                                                                       |
| 12 oktober 2005 «onderlinge duels» 19:45 | Wales         | 2 – 0   | Azerbeidzjan | Millennium Stadium, Cardiff Toeschouwers: 32.628 Scheidsrechter: Martin Hansson (SWE) |
| 12 oktober 2005 «onderlinge duels» 19:45 | Giggs 3', 51' | Verslag |              | Millennium Stadium, Cardiff Toeschouwers: 32.628 Scheidsrechter: Martin Hansson (SWE) |

|                                          |                      |         |                  |                                                                                        |
| 12 oktober 2005 «onderlinge duels» 19:45 | Engeland             | 2 – 1   | Polen            | Old Trafford, Manchester Toeschouwers: 65.467 Scheidsrechter: Kim Milton Nielsen (DEN) |
| 12 oktober 2005 «onderlinge duels» 19:45 | Owen 44' Lampard 81' | Verslag | 45+1' Frankowski | Old Trafford, Manchester Toeschouwers: 65.467 Scheidsrechter: Kim Milton Nielsen (DEN) |

|                                          |                    |         |               |                                                                                           |
| 12 oktober 2005 «onderlinge duels» 20:30 | Oostenrijk         | 2 – 0   | Noord-Ierland | Ernst Happelstadion, Wenen Toeschouwers: 12.500 Scheidsrechter: Athanassios Briakos (GRE) |
| 12 oktober 2005 «onderlinge duels» 20:30 | Aufhauser 44', 90' | Verslag |               | Ernst Happelstadion, Wenen Toeschouwers: 12.500 Scheidsrechter: Athanassios Briakos (GRE) |

### Groep 7
België had het EK in Portugal gemist, het had een mindere lichting en begon de kwalificatie beroerd, na een 1-1 gelijkspel tegen Litouwen werd er met 2-0 van Spanje verloren. Feyenoorder Bart Goor werd uit het veld gestuurd na een spuwincident en werd voor vijf wedstrijden geschorst. Na een volgende nederlaag, nu tegen Servië en Montengro stond België meteen op een grote achterstand. Aan het einde van het jaar stonden Servië en Montenegro en Litouwen bovenaan met respectievelijke tien en acht punten uit vier wedstrijden, de stand was wel vertekend, omdat beide landen al twee keer tegen zwakke broeder San Marino hadden gespeeld. Spanje had al punten verspeeld in de uitwedstrijden tegen Bosnië en Herzegovina en Litouwen en stonden met vijf punten uit drie wedstrijden op de derde plaats.
Servië en Montenegro behield zijn koppositie door twee thuiswedstrijden doelpuntloos gelijk te spelen tegen Spanje en België, waardoor de Rode Duivels met vier punten achterstand nog steeds op gepaste afstand bleef op Servië en Montenegro en Spanje. Spanje won met 1-0 van het nog steeds kansrijke Litouwen, maar kwam tegen het ook nog kansrijke Bosnië en Herzegovina niet verder dan 1-1, Spanje scoorde in de slotminuut en stond wanneer het seizoen sloot één punt voor op Servië en Montenegro (13 uit 7), maar had wel één wedstrijd meer gespeeld.
In september pakte Servië en Montenegro weer de koppositie door met 2-0 van Litouwen te winnen, voor België werd plaatsing bijna onmogelijk na een 1-0 nederlaag tegen Bosnië en Herzegovina. Spanje kon de koppositie weer overnemen door in een rechtstreeks duel te winnen, kwam met 1-0 voor door een doelpunt van Raúl, maar een doelpunt van Kežman diep in de tweede helft zorgde dat Servië en Montenegro zijn twee punten voorsprong behield, Bosnië en Herzegovina stond derde en had één punt minder dan Spanje, België drie.
Op de voorlaatste speeldag was België definitief uitgeschakeld, het verloor in eigen huis met 0-2 van Spanje door twee doelpunten van Fernando Torres, voor de eerste keer sinds 1978 waren de Rode Duivels niet aanwezig op een WK. Op de beslissende speeldag haalde Servië en Montenegro definitief het ticket voor het WK door het nog kansrijke Bosnië en Herzegovina met 1-0 te verslaan, Kezman scoorde al na vijf minuten en de zege kwam niet meer in gevaar, Spanje eindigde op de tweede plaats en moest in de Play-Off tegen Slowakije spelen. Het zal de laatste zijn keer dat Servië en Montenegro onder deze naam een WK zou halen, vlak voor het WK werd Montenegro een onafhankelijk land.
| Nr. | Land                  | GW | W | G | V  | DV | DT | DS  | Ptn | Resultaat                              |
| --- | --------------------- | -- | - | - | -- | -- | -- | --- | --- | -------------------------------------- |
| 1   | Servië en Montenegro  | 10 | 6 | 4 | 0  | 16 | 1  | +15 | 22  | Gekwalificeerd voor het hoofdtoernooi. |
| 2   | Spanje                | 10 | 5 | 5 | 0  | 19 | 3  | +16 | 20  | Play-off                               |
| 3   | Bosnië en Herzegovina | 10 | 4 | 4 | 2  | 12 | 9  | +3  | 16  |                                        |
| 4   | België                | 10 | 3 | 3 | 4  | 16 | 11 | +5  | 12  |                                        |
| 5   | Litouwen              | 10 | 2 | 4 | 4  | 8  | 9  | –1  | 10  |                                        |
| 6   | San Marino            | 10 | 0 | 0 | 10 | 2  | 40 | –38 | 0   |                                        |

|                                           |           |         |                |                                                                                                |
| 4 september 2004 «onderlinge duels» 20:15 | België    | 1 – 1   | Litouwen       | Stade du Pays de Charleroi, Charleroi Toeschouwers: 19.218 Scheidsrechter: Loizos Loizou (CYP) |
| 4 september 2004 «onderlinge duels» 20:15 | Sonck 61' | Verslag | 73' Jankauskas | Stade du Pays de Charleroi, Charleroi Toeschouwers: 19.218 Scheidsrechter: Loizos Loizou (CYP) |

|                                           |            |         |                             |                                                                                             |
| 4 september 2004 «onderlinge duels» 20:30 | San Marino | 0 – 3   | Servië en Montenegro        | Olympisch Stadion, Serravalle Toeschouwers: 1.137 Scheidsrechter: Akmalkhan Kholmatov (KAZ) |
| 4 september 2004 «onderlinge duels» 20:30 |            | Verslag | 4' Vukić 15', 83' Jestrović | Olympisch Stadion, Serravalle Toeschouwers: 1.137 Scheidsrechter: Akmalkhan Kholmatov (KAZ) |

|                                           |                                                    |         |            |                                                                                                |
| 8 september 2004 «onderlinge duels» 19:15 | Litouwen                                           | 4 – 0   | San Marino | S. Dariaus- en S. Girėnostadion, Kaunas Toeschouwers: 4.000 Scheidsrechter: Sokol Jareci (ALB) |
| 8 september 2004 «onderlinge duels» 19:15 | Jankauskas 18', 50' Danilevičius 65' Gedgaudas 92' | Verslag |            | S. Dariaus- en S. Girėnostadion, Kaunas Toeschouwers: 4.000 Scheidsrechter: Sokol Jareci (ALB) |

|                                           |                       |         |             |                                                                                   |
| 8 september 2004 «onderlinge duels» 20:15 | Bosnië en Herzegovina | 1 – 1   | Spanje      | Bilino Polje, Zenica Toeschouwers: 14.380 Scheidsrechter: Massimo De Santis (ITA) |
| 8 september 2004 «onderlinge duels» 20:15 | Bolić 79'             | Verslag | 65' Vicente | Bilino Polje, Zenica Toeschouwers: 14.380 Scheidsrechter: Massimo De Santis (ITA) |

|                                         |                       |       |                      |                                                                                                   |
| 9 oktober 2004 «onderlinge duels» 20:15 | Bosnië en Herzegovina | 0 – 0 | Servië en Montenegro | Asim Ferhatović Hasestadion, Sarajevo Toeschouwers: 22.440 Scheidsrechter: Gilles Veissière (FRA) |
| 9 oktober 2004 «onderlinge duels» 20:15 | Verslag               |       |                      | Asim Ferhatović Hasestadion, Sarajevo Toeschouwers: 22.440 Scheidsrechter: Gilles Veissière (FRA) |

|                                         |                    |         |        |                                                                                               |
| 9 oktober 2004 «onderlinge duels» 21:45 | Spanje             | 2 – 0   | België | Estadio El Sardinero, Santander Toeschouwers: 17.000 Scheidsrechter: Kim Milton Nielsen (DEN) |
| 9 oktober 2004 «onderlinge duels» 21:45 | Luque 60' Raúl 65' | Verslag |        | Estadio El Sardinero, Santander Toeschouwers: 17.000 Scheidsrechter: Kim Milton Nielsen (DEN) |

|                                          |                                                        |         |            |                                                                                     |
| 13 oktober 2004 «onderlinge duels» 20:00 | Servië en Montenegro                                   | 5 – 0   | San Marino | Rode Sterstadion, Belgrado Toeschouwers: 4.000 Scheidsrechter: Lassin Isaksen (FRO) |
| 13 oktober 2004 «onderlinge duels» 20:00 | Milošević 35' Stanković 46', 50' Koroman 53' Vukić 69' | Verslag |            | Rode Sterstadion, Belgrado Toeschouwers: 4.000 Scheidsrechter: Lassin Isaksen (FRO) |

|                                          |          |       |        |                                                                                |
| 13 oktober 2004 «onderlinge duels» 21:15 | Litouwen | 0 – 0 | Spanje | Žalgirisstadion, Vilnius Toeschouwers: 9.114 Scheidsrechter: Éric Poulat (FRA) |
| 13 oktober 2004 «onderlinge duels» 21:15 | Verslag  |       |        | Žalgirisstadion, Vilnius Toeschouwers: 9.114 Scheidsrechter: Éric Poulat (FRA) |

|                                           |        |         |                      |                                                                                              |
| 17 november 2004 «onderlinge duels» 20:15 | België | 0 – 2   | Servië en Montenegro | Koning Boudewijnstadion, Brussel Toeschouwers: 28.350 Scheidsrechter: Peter Fröjdfeldt (SWE) |
| 17 november 2004 «onderlinge duels» 20:15 |        | Verslag | 8' Vukić 60' Kežman  | Koning Boudewijnstadion, Brussel Toeschouwers: 28.350 Scheidsrechter: Peter Fröjdfeldt (SWE) |

|                                           |            |         |                   |                                                                                          |
| 17 november 2004 «onderlinge duels» 20:30 | San Marino | 0 – 1   | Litouwen          | Olympisch Stadion, Serravalle Toeschouwers: 1.457 Scheidsrechter: Karen Nalbandyan (ARM) |
| 17 november 2004 «onderlinge duels» 20:30 |            | Verslag | 41' D. Česnauskis | Olympisch Stadion, Serravalle Toeschouwers: 1.457 Scheidsrechter: Karen Nalbandyan (ARM) |

|                                          |                                                        |         |            | |
| 9 februari 2005 «onderlinge duels» 21:45 | Spanje                                                 | 5 – 0   | San Marino | Estadio de los Juegos Mediterráneos, Almería Toeschouwers: 12.580 Scheidsrechter: Kenny Clark (SCO) |
| 9 februari 2005 «onderlinge duels» 21:45 | Joaquín 15' Torres 32' Raúl 42' Guti 61' del Horno 75' | Verslag |            | Estadio de los Juegos Mediterráneos, Almería Toeschouwers: 12.580 Scheidsrechter: Kenny Clark (SCO) |

|                                        |                                           |         |                       |                                                                                             |
| 26 maart 2005 «onderlinge duels» 20:15 | België                                    | 4 – 1   | Bosnië en Herzegovina | Koning Boudewijnstadion, Brussel Toeschouwers: 36.700 Scheidsrechter: Vladimír Hriňák (SVK) |
| 26 maart 2005 «onderlinge duels» 20:15 | É. Mpenza 15', 54' Daerden 44' Buffel 77' | Verslag | 1' Bajramović         | Koning Boudewijnstadion, Brussel Toeschouwers: 36.700 Scheidsrechter: Vladimír Hriňák (SVK) |

|                                        |                       |         |                  |                                                                                                |
| 30 maart 2005 «onderlinge duels» 20:00 | Bosnië en Herzegovina | 1 – 1   | Litouwen         | Asim Ferhatović Hasestadion, Sarajevo Toeschouwers: 6.000 Scheidsrechter: Joeri Baskakov (RUS) |
| 30 maart 2005 «onderlinge duels» 20:00 | Bolić 21'             | Verslag | 60' Stankevičius | Asim Ferhatović Hasestadion, Sarajevo Toeschouwers: 6.000 Scheidsrechter: Joeri Baskakov (RUS) |

|                                        |              |         |                                  |                                                                                          |
| 30 maart 2005 «onderlinge duels» 20:30 | San Marino   | 1 – 2   | België                           | Olympisch Stadion, Serravalle Toeschouwers: 871 Scheidsrechter: Giorgos Kasnaferis (GRE) |
| 30 maart 2005 «onderlinge duels» 20:30 | A. Selva 41' | Verslag | 18' (pen.) Simons 65' Van Buyten | Olympisch Stadion, Serravalle Toeschouwers: 871 Scheidsrechter: Giorgos Kasnaferis (GRE) |

|                                        |                      |       |        |                                                                                       |
| 30 maart 2005 «onderlinge duels» 21:00 | Servië en Montenegro | 0 – 0 | Spanje | Rode Sterstadion, Belgrado Toeschouwers: 48.910 Scheidsrechter: Massimo Busacca (SUI) |
| 30 maart 2005 «onderlinge duels» 21:00 | Verslag              |       |        | Rode Sterstadion, Belgrado Toeschouwers: 48.910 Scheidsrechter: Massimo Busacca (SUI) |

|                                      |                      |       |        |                                                                                       |
| 4 juni 2005 «onderlinge duels» 20:15 | Servië en Montenegro | 0 – 0 | België | Rode Sterstadion, Belgrado Toeschouwers: 16.662 Scheidsrechter: Valentin Ivanov (RUS) |
| 4 juni 2005 «onderlinge duels» 20:15 | Verslag              |       |        | Rode Sterstadion, Belgrado Toeschouwers: 16.662 Scheidsrechter: Valentin Ivanov (RUS) |

|                                      |              |         |                                    |                                                                                       |
| 4 juni 2005 «onderlinge duels» 20:30 | San Marino   | 1 – 3   | Bosnië en Herzegovina              | Olympisch Stadion, Serravalle Toeschouwers: 750 Scheidsrechter: Bülent Demirlek (TUR) |
| 4 juni 2005 «onderlinge duels» 20:30 | A. Selva 39' | Verslag | 17', 38' Salihamidžić 75' Barbarez | Olympisch Stadion, Serravalle Toeschouwers: 750 Scheidsrechter: Bülent Demirlek (TUR) |

|                                      |           |         |          |                                                                                      |
| 4 juni 2005 «onderlinge duels» 21:30 | Spanje    | 1 – 0   | Litouwen | Estadio Mestalla, Valencia Toeschouwers: 25.000 Scheidsrechter: Stefano Farina (ITA) |
| 4 juni 2005 «onderlinge duels» 21:30 | Luque 68' | Verslag |          | Estadio Mestalla, Valencia Toeschouwers: 25.000 Scheidsrechter: Stefano Farina (ITA) |

|                                      |              |         |                       |                                                                                     |
| 8 juni 2005 «onderlinge duels» 22:00 | Spanje       | 1 – 1   | Bosnië en Herzegovina | Estadio Mestalla, Valencia Toeschouwers: 38.041 Scheidsrechter: Steve Bennett (ENG) |
| 8 juni 2005 «onderlinge duels» 22:00 | Marchena 96' | Verslag | 39' Misimović         | Estadio Mestalla, Valencia Toeschouwers: 38.041 Scheidsrechter: Steve Bennett (ENG) |

|                                           |                       |         |        |                                                                                      |
| 3 september 2005 «onderlinge duels» 20:15 | Bosnië en Herzegovina | 1 – 0   | België | Bilino Polje, Zenica Toeschouwers: 12.000 Scheidsrechter: Olegário Benquerença (POR) |
| 3 september 2005 «onderlinge duels» 20:15 | Barbarez 62'          | Verslag |        | Bilino Polje, Zenica Toeschouwers: 12.000 Scheidsrechter: Olegário Benquerença (POR) |

|                                           |                      |         |          |                                                                                          |
| 3 september 2005 «onderlinge duels» 20:30 | Servië en Montenegro | 2 – 0   | Litouwen | Rode Sterstadion, Belgrado Toeschouwers: 20.203 Scheidsrechter: Kim Milton Nielsen (DEN) |
| 3 september 2005 «onderlinge duels» 20:30 | Kežman 18' Ilić 74'  | Verslag |          | Rode Sterstadion, Belgrado Toeschouwers: 20.203 Scheidsrechter: Kim Milton Nielsen (DEN) |

|                                           |          |         |                       |                                                                              |
| 7 september 2005 «onderlinge duels» 20:00 | Litouwen | 0 – 1   | Bosnië en Herzegovina | LFF-stadion, Vilnius Toeschouwers: 4.000 Scheidsrechter: Viktor Kassai (HUN) |
| 7 september 2005 «onderlinge duels» 20:00 |          | Verslag | 28' Barbarez          | LFF-stadion, Vilnius Toeschouwers: 4.000 Scheidsrechter: Viktor Kassai (HUN) |

|                                           |                                                                                                 |         |            |                                                                                   |
| 7 september 2005 «onderlinge duels» 20:30 | België                                                                                          | 8 – 0   | San Marino | Olympisch Stadion, Antwerpen Toeschouwers: 8.207 Scheidsrechter: Ian Stokes (IRL) |
| 7 september 2005 «onderlinge duels» 20:30 | Simons 34' (pen.) Daerden 39', 67' Buffel 44' M. Mpenza 52', 71' Vandenbergh 53' Van Buyten 83' | Verslag |            | Olympisch Stadion, Antwerpen Toeschouwers: 8.207 Scheidsrechter: Ian Stokes (IRL) |

|                                           |          |         |                      |                                                                                         |
| 7 september 2005 «onderlinge duels» 22:00 | Spanje   | 1 – 1   | Servië en Montenegro | Estadio Vicente Calderón, Madrid Toeschouwers: 51.491 Scheidsrechter: Graham Poll (ENG) |
| 7 september 2005 «onderlinge duels» 22:00 | Raúl 19' | Verslag | 69' Kežman           | Estadio Vicente Calderón, Madrid Toeschouwers: 51.491 Scheidsrechter: Graham Poll (ENG) |

|                                         |          |         |                      |                                                                             |
| 8 oktober 2005 «onderlinge duels» 20:00 | Litouwen | 0 – 2   | Servië en Montenegro | LFF-stadion, Vilnius Toeschouwers: 1.500 Scheidsrechter: Jan Wegereef (NED) |
| 8 oktober 2005 «onderlinge duels» 20:00 |          | Verslag | 43' Kežman 85' Vukić | LFF-stadion, Vilnius Toeschouwers: 1.500 Scheidsrechter: Jan Wegereef (NED) |

|                                         |                       |         |            |                                                                            |
| 8 oktober 2005 «onderlinge duels» 20:00 | Bosnië en Herzegovina | 3 – 0   | San Marino | Bilino Polje, Zenica Toeschouwers: 8.500 Scheidsrechter: Alain Hamer (LUX) |
| 8 oktober 2005 «onderlinge duels» 20:00 | Bolić 46', 75', 82'   | Verslag |            | Bilino Polje, Zenica Toeschouwers: 8.500 Scheidsrechter: Alain Hamer (LUX) |

|                                         |        |         |                 |                                                                                          |
| 8 oktober 2005 «onderlinge duels» 20:45 | België | 0 – 2   | Spanje          | Koning Boudewijnstadion, Brussel Toeschouwers: 40.300 Scheidsrechter: Ľuboš Micheľ (SVK) |
| 8 oktober 2005 «onderlinge duels» 20:45 |        | Verslag | 56', 66' Torres | Koning Boudewijnstadion, Brussel Toeschouwers: 40.300 Scheidsrechter: Ľuboš Micheľ (SVK) |

|                                          |            |         |                                                     |                                                                                       |
| 12 oktober 2005 «onderlinge duels» 20:30 | San Marino | 0 – 6   | Spanje                                              | Olympisch Stadion, Serravalle Toeschouwers: 3.426 Scheidsrechter: Florian Meyer (DUI) |
| 12 oktober 2005 «onderlinge duels» 20:30 |            | Verslag | 1' López 11', 78', 89' (pen.) Torres 31', 48' Ramos | Olympisch Stadion, Serravalle Toeschouwers: 3.426 Scheidsrechter: Florian Meyer (DUI) |

|                                          |                      |         |                       |                                                                                      |
| 12 oktober 2005 «onderlinge duels» 20:30 | Servië en Montenegro | 1 – 0   | Bosnië en Herzegovina | Rode Sterstadion, Belgrado Toeschouwers: 46.305 Scheidsrechter: Kyros Vassaras (GRE) |
| 12 oktober 2005 «onderlinge duels» 20:30 | Kežman 7'            | Verslag |                       | Rode Sterstadion, Belgrado Toeschouwers: 46.305 Scheidsrechter: Kyros Vassaras (GRE) |

|                                          |                      |         |              |                                                                           |
| 12 oktober 2005 «onderlinge duels» 21:30 | Litouwen             | 1 – 1   | België       | LFF-stadion, Vilnius Toeschouwers: 1.500 Scheidsrechter: Mike Riley (ENG) |
| 12 oktober 2005 «onderlinge duels» 21:30 | Deschacht 82' (e.d.) | Verslag | 20' Geraerts | LFF-stadion, Vilnius Toeschouwers: 1.500 Scheidsrechter: Mike Riley (ENG) |

### Groep 8
In deze groep waren Kroatië en Zweden verreweg de beste landen, de belangrijkste concurrenten Bulgarije en Hongarije waren te ver teruggevallen om serieus mee te dingen naar het WK. Kroatië speelde drie keer gelijk, maar won beide wedstrijden met Zweden met 0-1, in beide wedstrijden scoorde Darijo Srna het winnende doelpunt. Beide landen eindigden gelijk, maar omdat Kroatië beter presteerde in de onderlinge wedstrijden werd Kroatië groepswinnaar, als een van de beste nummer twee plaatste ook Zweden zich rechtstreeks voor het WK.
| Nr. | Land      | GW | W | G | V | DV | DT | DS  | Ptn | Resultaat                              |
| --- | --------- | -- | - | - | - | -- | -- | --- | --- | -------------------------------------- |
| 1   | Kroatië   | 10 | 7 | 3 | 0 | 21 | 5  | 16  | 24  | Gekwalificeerd voor het hoofdtoernooi. |
| 2   | Zweden    | 10 | 8 | 0 | 2 | 30 | 4  | 26  | 24  | Gekwalificeerd voor het hoofdtoernooi. |
| 3   | Bulgarije | 10 | 4 | 3 | 3 | 17 | 17 | 0   | 15  |                                        |
| 4   | Hongarije | 10 | 4 | 2 | 4 | 13 | 14 | –1  | 14  |                                        |
| 5   | IJsland   | 10 | 1 | 1 | 8 | 14 | 27 | –13 | 4   |                                        |
| 6   | Malta     | 10 | 0 | 3 | 7 | 4  | 32 | –28 | 3   |                                        |

|                                           |                       |         |                             |                                                                                   |
| 4 september 2004 «onderlinge duels» 16:00 | IJsland               | 1 – 3   | Bulgarije                   | Laugardalsvöllur, Reykjavik Toeschouwers: 5.014 Scheidsrechter: Alain Hamer (LUX) |
| 4 september 2004 «onderlinge duels» 16:00 | Guðjohnsen 51' (pen.) | Verslag | 35', 49' Berbatov 62' Yanev | Laugardalsvöllur, Reykjavik Toeschouwers: 5.014 Scheidsrechter: Alain Hamer (LUX) |

|                                           |                                        |         |           |                                                                               |
| 4 september 2004 «onderlinge duels» 20:30 | Kroatië                                | 3 – 0   | Hongarije | Maksimirstadion, Zagreb Toeschouwers: 20.853 Scheidsrechter: Mike Riley (ENG) |
| 4 september 2004 «onderlinge duels» 20:30 | Pršo 31' Klasnić 54' Gyepes 80' (e.d.) | Verslag |           | Maksimirstadion, Zagreb Toeschouwers: 20.853 Scheidsrechter: Mike Riley (ENG) |

|                                           |       |         |                                                              |                                                                                |
| 4 september 2004 «onderlinge duels» 20:45 | Malta | 0 – 7   | Zweden                                                       | Ta' Qalistadion, Ta' Qali Toeschouwers: 4.200 Scheidsrechter: Haim Jakov (ISR) |
| 4 september 2004 «onderlinge duels» 20:45 |       | Verslag | 4', 11', 14', 71' Ibrahimović 46', 74' Ljungberg 76' Larsson | Ta' Qalistadion, Ta' Qali Toeschouwers: 4.200 Scheidsrechter: Haim Jakov (ISR) |

|                                           |        |         |          |                                                                                  |
| 8 september 2004 «onderlinge duels» 20:15 | Zweden | 0 – 1   | Kroatië  | Ullevi, Göteborg Toeschouwers: 40.023 Scheidsrechter: Arturo Dauden Ibáñez (ESP) |
| 8 september 2004 «onderlinge duels» 20:15 |        | Verslag | 64' Srna | Ullevi, Göteborg Toeschouwers: 40.023 Scheidsrechter: Arturo Dauden Ibáñez (ESP) |

|                                           |                                    |         |                                  |                                                                                              |
| 8 september 2004 «onderlinge duels» 21:15 | Hongarije                          | 3 – 2   | IJsland                          | Szusza Ferencstadion, Boedapest Toeschouwers: 5.461 Scheidsrechter: Tom Henning Øvrebø (NOR) |
| 8 september 2004 «onderlinge duels» 21:15 | Gera 62' Torghelle 75' Szabics 79' | Verslag | 39' Guðjohnsen 78' I. Sigurðsson | Szusza Ferencstadion, Boedapest Toeschouwers: 5.461 Scheidsrechter: Tom Henning Øvrebø (NOR) |

|                                         |                                        |         |           |                                                                                |
| 9 oktober 2004 «onderlinge duels» 17:00 | Zweden                                 | 3 – 0   | Hongarije | Råsundastadion, Solna Toeschouwers: 32.288 Scheidsrechter: Stuart Dougal (SCO) |
| 9 oktober 2004 «onderlinge duels» 17:00 | Ljungberg 26' Larsson 50' Svensson 67' | Verslag |           | Råsundastadion, Solna Toeschouwers: 32.288 Scheidsrechter: Stuart Dougal (SCO) |

|                                         |         |       |         |                                                                                     |
| 9 oktober 2004 «onderlinge duels» 18:15 | Malta   | 0 – 0 | IJsland | Ta' Qalistadion, Ta' Qali Toeschouwers: 1.130 Scheidsrechter: Sorin Corpodean (ROU) |
| 9 oktober 2004 «onderlinge duels» 18:15 | Verslag |       |         | Ta' Qalistadion, Ta' Qali Toeschouwers: 1.130 Scheidsrechter: Sorin Corpodean (ROU) |

|                                         |                      |         |                            |                                                                                      |
| 9 oktober 2004 «onderlinge duels» 20:15 | Kroatië              | 2 – 2   | Bulgarije                  | Maksimirstadion, Zagreb Toeschouwers: 31.565 Scheidsrechter: Pierluigi Collina (ITA) |
| 9 oktober 2004 «onderlinge duels» 20:15 | Srna 15', 31' (pen.) | Verslag | 77' M. Petrov 86' Berbatov | Maksimirstadion, Zagreb Toeschouwers: 31.565 Scheidsrechter: Pierluigi Collina (ITA) |

|                                          |                                        |         |            |                                                                                                |
| 13 oktober 2004 «onderlinge duels» 18:00 | Bulgarije                              | 4 – 1   | Malta      | Vasil Levski Nationaal Stadion, Sofia Toeschouwers: 16.800 Scheidsrechter: Ceri Richards (WAL) |
| 13 oktober 2004 «onderlinge duels» 18:00 | Berbatov 43', 55' Yanev 47' Jankov 88' | Verslag | 11' Mifsud | Vasil Levski Nationaal Stadion, Sofia Toeschouwers: 16.800 Scheidsrechter: Ceri Richards (WAL) |

|                                          |                |         |                                              |                                                                                       |
| 13 oktober 2004 «onderlinge duels» 18:10 | IJsland        | 1 – 4   | Zweden                                       | Laugardalsvöllur, Reykjavik Toeschouwers: 7.037 Scheidsrechter: Massimo Busacca (SUI) |
| 13 oktober 2004 «onderlinge duels» 18:10 | Guðjohnsen 66' | Verslag | 24', 39' Larsson 27' Allbäck 45' Wilhelmsson | Laugardalsvöllur, Reykjavik Toeschouwers: 7.037 Scheidsrechter: Massimo Busacca (SUI) |

|                                           |       |         |                     |                                                                                  |
| 17 november 2004 «onderlinge duels» 19:30 | Malta | 0 – 2   | Hongarije           | Ta' Qalistadion, Ta' Qali Toeschouwers: 14.500 Scheidsrechter: Tony Asumaa (FIN) |
| 17 november 2004 «onderlinge duels» 19:30 |       | Verslag | 39' Gera 93' Kovács | Ta' Qalistadion, Ta' Qali Toeschouwers: 14.500 Scheidsrechter: Tony Asumaa (FIN) |

|                                        |           |         |                                       |                                                                                                 |
| 26 maart 2005 «onderlinge duels» 17:30 | Bulgarije | 0 – 3   | Zweden                                | Vasil Levski Nationaal Stadion, Sofia Toeschouwers: 42.530 Scheidsrechter: Herbert Fandel (DUI) |
| 26 maart 2005 «onderlinge duels» 17:30 |           | Verslag | 17', 90+2' (pen.) Ljungberg 74' Edman | Vasil Levski Nationaal Stadion, Sofia Toeschouwers: 42.530 Scheidsrechter: Herbert Fandel (DUI) |

|                                        |                                          |         |         |                                                                                 |
| 26 maart 2005 «onderlinge duels» 18:00 | Kroatië                                  | 4 – 0   | IJsland | Maksimirstadion, Zagreb Toeschouwers: 17.912 Scheidsrechter: Jerome Damon (RSA) |
| 26 maart 2005 «onderlinge duels» 18:00 | N. Kovač 38', 75' Šimunić 70' Pršo 90+1' | Verslag |         | Maksimirstadion, Zagreb Toeschouwers: 17.912 Scheidsrechter: Jerome Damon (RSA) |

|                                        |                         |         |       |                                                                                     |
| 30 maart 2005 «onderlinge duels» 18:00 | Kroatië                 | 3 – 0   | Malta | Maksimirstadion, Zagreb Toeschouwers: 15.510 Scheidsrechter: Costas Kapitanis (CYP) |
| 30 maart 2005 «onderlinge duels» 18:00 | Pršo 22', 35' Tudor 79' | Verslag |       | Maksimirstadion, Zagreb Toeschouwers: 15.510 Scheidsrechter: Costas Kapitanis (CYP) |

|                                        |            |         |               |                                                                                         |
| 30 maart 2005 «onderlinge duels» 20:45 | Hongarije  | 1 – 1   | Bulgarije     | Ferenc Puskásstadion, Boedapest Toeschouwers: 11.586 Scheidsrechter: Jan Wegereef (NED) |
| 30 maart 2005 «onderlinge duels» 20:45 | Rajczi 90' | Verslag | 51' S. Petrov | Ferenc Puskásstadion, Boedapest Toeschouwers: 11.586 Scheidsrechter: Jan Wegereef (NED) |

|                                      |                                                                                   |         |       |                                                                            |
| 4 juni 2005 «onderlinge duels» 17:15 | Zweden                                                                            | 6 – 0   | Malta | Ullevi, Göteborg Toeschouwers: 35.593 Scheidsrechter: Nikolai Ivanov (RUS) |
| 4 juni 2005 «onderlinge duels» 17:15 | Jonson 6' Svensson 18' Wilhelmsson 29' Ibrahimović 40' Ljungberg 57' Elmander 81' | Verslag |       | Ullevi, Göteborg Toeschouwers: 35.593 Scheidsrechter: Nikolai Ivanov (RUS) |

|                                      |               |         |                                  | |
| 4 juni 2005 «onderlinge duels» 18:00 | Bulgarije     | 1 – 3   | Kroatië                          | Vasil Levski Nationaal Stadion, Sofia Toeschouwers: 35.000 Scheidsrechter: Kim Milton Nielsen (DEN) |
| 4 juni 2005 «onderlinge duels» 18:00 | M. Petrov 72' | Verslag | 19' Babić 57' Tudor 80' Kranjčar | Vasil Levski Nationaal Stadion, Sofia Toeschouwers: 35.000 Scheidsrechter: Kim Milton Nielsen (DEN) |

|                                      |                                  |         |                          |                                                                                       |
| 4 juni 2005 «onderlinge duels» 18:05 | IJsland                          | 2 – 3   | Hongarije                | Laugardalsvöllur, Reykjavik Toeschouwers: 4.613 Scheidsrechter: Lucílio Batista (POR) |
| 4 juni 2005 «onderlinge duels» 18:05 | Guðjohnsen 17' K. Sigurðsson 68' | Verslag | 45', 56' Gera 73' Huszti | Laugardalsvöllur, Reykjavik Toeschouwers: 4.613 Scheidsrechter: Lucílio Batista (POR) |

|                                      |                                                                  |         |          |                                                                                     |
| 8 juni 2005 «onderlinge duels» 18:05 | IJsland                                                          | 4 – 1   | Malta    | Laugardalsvöllur, Reykjavik Toeschouwers: 4.887 Scheidsrechter: Damir Skomina (SLO) |
| 8 juni 2005 «onderlinge duels» 18:05 | Þorvaldsson 27' Guðjohnsen 33' Guðmundsson 74' V. Gunnarsson 84' | Verslag | 58' Said | Laugardalsvöllur, Reykjavik Toeschouwers: 4.887 Scheidsrechter: Damir Skomina (SLO) |

|                                           |                                            |         |           |                                                                                     |
| 3 september 2005 «onderlinge duels» 17:15 | Zweden                                     | 3 – 0   | Bulgarije | Råsundastadion, Solna Toeschouwers: 35.000 Scheidsrechter: Frank De Bleeckere (BEL) |
| 3 september 2005 «onderlinge duels» 17:15 | Ljungberg 60' Mellberg 75' Ibrahimović 90' | Verslag |           | Råsundastadion, Solna Toeschouwers: 35.000 Scheidsrechter: Frank De Bleeckere (BEL) |

|                                           |                |         |                           |                                                                                      |
| 3 september 2005 «onderlinge duels» 18:05 | IJsland        | 1 – 3   | Kroatië                   | Laugardalsvöllur, Reykjavik Toeschouwers: 5.520 Scheidsrechter: Wolfgang Stark (DUI) |
| 3 september 2005 «onderlinge duels» 18:05 | Guðjohnsen 24' | Verslag | 56', 61' Balaban 82' Srna | Laugardalsvöllur, Reykjavik Toeschouwers: 5.520 Scheidsrechter: Wolfgang Stark (DUI) |

|                                           |                                                     |         |       |                                                                                             |
| 3 september 2005 «onderlinge duels» 20:45 | Hongarije                                           | 4 – 0   | Malta | Ferenc Puskásstadion, Boedapest Toeschouwers: 5.900 Scheidsrechter: Vitalij Godoeljan (UKR) |
| 3 september 2005 «onderlinge duels» 20:45 | Torghelle 34' Said 55' (e.d.) Takács 64' Rajczi 85' | Verslag |       | Ferenc Puskásstadion, Boedapest Toeschouwers: 5.900 Scheidsrechter: Vitalij Godoeljan (UKR) |

|                                           |             |         |              |                                                                                       |
| 7 september 2005 «onderlinge duels» 18:45 | Malta       | 1 – 1   | Kroatië      | Ta' Qalistadion, Ta' Qali Toeschouwers: 916 Scheidsrechter: Athanassios Briakos (GRE) |
| 7 september 2005 «onderlinge duels» 18:45 | Wellman 74' | Verslag | 19' Kranjčar | Ta' Qalistadion, Ta' Qali Toeschouwers: 916 Scheidsrechter: Athanassios Briakos (GRE) |

|                                           |                                      |         |                              |                                                                                                  |
| 7 september 2005 «onderlinge duels» 19:00 | Bulgarije                            | 3 – 2   | IJsland                      | Vasil Levski Nationaal Stadion, Sofia Toeschouwers: 18.000 Scheidsrechter: Bülent Demirlek (TUR) |
| 7 september 2005 «onderlinge duels» 19:00 | Berbatov 21' Iliev 69' M. Petrov 86' | Verslag | 9' Steinsson 16' Hreiðarsson | Vasil Levski Nationaal Stadion, Sofia Toeschouwers: 18.000 Scheidsrechter: Bülent Demirlek (TUR) |

|                                           |           |         |                   |                                                                                           |
| 7 september 2005 «onderlinge duels» 20:45 | Hongarije | 0 – 1   | Zweden            | Ferenc Puskásstadion, Boedapest Toeschouwers: 20.161 Scheidsrechter: Stefano Farina (ITA) |
| 7 september 2005 «onderlinge duels» 20:45 |           | Verslag | 90+1' Ibrahimović | Ferenc Puskásstadion, Boedapest Toeschouwers: 20.161 Scheidsrechter: Stefano Farina (ITA) |

|                                         |                          |         |           |                                                                                               |
| 8 oktober 2005 «onderlinge duels» 18:00 | Bulgarije                | 2 – 0   | Hongarije | Vasil Levski Nationaal Stadion, Sofia Toeschouwers: 4.652 Scheidsrechter: Dejan Delević (SCG) |
| 8 oktober 2005 «onderlinge duels» 18:00 | Berbatov 29' Lazarov 55' | Verslag |           | Vasil Levski Nationaal Stadion, Sofia Toeschouwers: 4.652 Scheidsrechter: Dejan Delević (SCG) |

|                                         |          |         |        |                                                                                      |
| 8 oktober 2005 «onderlinge duels» 20:15 | Kroatië  | 1 – 0   | Zweden | Maksimirstadion, Zagreb Toeschouwers: 34.015 Scheidsrechter: Massimo De Santis (ITA) |
| 8 oktober 2005 «onderlinge duels» 20:15 | Srna 55' | Verslag |        | Maksimirstadion, Zagreb Toeschouwers: 34.015 Scheidsrechter: Massimo De Santis (ITA) |

|                                          |           |         |            |                                                                                       |
| 12 oktober 2005 «onderlinge duels» 19:00 | Malta     | 1 – 1   | Bulgarije  | Ta' Qalistadion, Ta' Qali Toeschouwers: 2.844 Scheidsrechter: Vitalij Godoeljan (UKR) |
| 12 oktober 2005 «onderlinge duels» 19:00 | Zahra 79' | Verslag | 67' Jankov | Ta' Qalistadion, Ta' Qali Toeschouwers: 2.844 Scheidsrechter: Vitalij Godoeljan (UKR) |

|                                          |                                             |         |             |                                                                                  |
| 12 oktober 2005 «onderlinge duels» 19:30 | Zweden                                      | 3 – 1   | IJsland     | Råsundastadion, Solna Toeschouwers: 33.716 Scheidsrechter: Valentin Ivanov (RUS) |
| 12 oktober 2005 «onderlinge duels» 19:30 | Ibrahimović 29' Larsson 42' Källström 90+1' | Verslag | 11' Árnason | Råsundastadion, Solna Toeschouwers: 33.716 Scheidsrechter: Valentin Ivanov (RUS) |

|                                          |           |       |         |                                                                                           |
| 12 oktober 2005 «onderlinge duels» 19:30 | Hongarije | 0 – 0 | Kroatië | Szusza Ferencstadion, Boedapest Toeschouwers: 6.979 Scheidsrechter: Claus Bo Larsen (DEN) |
| 12 oktober 2005 «onderlinge duels» 19:30 | Verslag   |       |         | Szusza Ferencstadion, Boedapest Toeschouwers: 6.979 Scheidsrechter: Claus Bo Larsen (DEN) |

## Play-offs
De landen die tweede eindigden werden gerangschikt volgens het aantal punten die ze behaalden. Voor de ploegen uit de groepen met zeven teams werden de resultaten tegen de zevende weggelaten. Zweden en Polen hadden meest punten behaald en plaatsen zich rechtstreeks. De andere landen moesten een play-off spelen.

### Deelnemende landen
|   | Land        | GW | W | G | V | DV | DT | DS | ptn |
| - | ----------- | -- | - | - | - | -- | -- | -- | --- |
| 1 | Zweden      | 10 | 8 | 0 | 2 | 30 | 4  | 26 | 24  |
| 2 | Polen       | 10 | 8 | 0 | 2 | 27 | 9  | 18 | 24  |
| 3 | Tsjechië    | 10 | 7 | 0 | 3 | 23 | 11 | 12 | 21  |
| 4 | Spanje      | 10 | 5 | 5 | 0 | 19 | 3  | 16 | 20  |
| 5 | Zwitserland | 10 | 4 | 6 | 0 | 18 | 7  | 11 | 18  |
| 6 | Noorwegen   | 10 | 5 | 3 | 2 | 12 | 7  | 5  | 18  |
| 7 | Slowakije   | 10 | 5 | 5 | 1 | 17 | 7  | 10 | 17  |
| 8 | Turkije     | 10 | 4 | 5 | 1 | 13 | 9  | 4  | 17  |

### Loting
Op 14 oktober 2005 werd in het FIFA-hoofdkwartier in Zürich een trekking gehouden die elke ploeg uit Pot 1 paarde aan een ploeg uit Pot 2. Een tweede trekking bepaalde de volgorde van de heen- en terugmatchen. De wedstrijden werden gespeeld volgens het systeem van rechtstreekse uitschakeling, waarbij de regel van uitdoelpunten geldt, met eventuele verlengingen en strafschoppenreeksen. De winnaars mogen naar het wereldkampioenschap. De zes resterende landen werden over twee potten verdeeld, gebaseerd op de FIFA-wereldranglijst van september 2005.
| Team     | FIFA-ranglijst |
| -------- | -------------- |
| Tsjechië | 4              |
| Spanje   | 8              |
| Turkije  | 12             |

| Team        | FIFA-ranglijst |
| ----------- | -------------- |
| Noorwegen   | 37             |
| Zwitserland | 38             |
| Slowakije   | 45             |

### Schema
| Team 1      | Tot. | Team 2    | 1e wedstr. | 2e wedstr. |
| ----------- | ---- | --------- | ---------- | ---------- |
| Zwitserland | 4–4  | Turkije   | 2 – 0      | 2 – 4      |
| Noorwegen   | 0–2  | Tsjechië  | 0 – 1      | 0 – 1      |
| Spanje      | 6–2  | Slowakije | 5 – 1      | 1 – 1      |

### Wedstrijden
Spanje had in de kwalificatie-ronde veel moeite met Oost-Europese tegenstanders (slechts één zege in zes wedstrijden), maar tegen Slowakije had de ploeg geen probleem de tegenstander op te rollen: 5-1, Luis García scoorde drie doelpunten. In de return bleef Spanje makkelijk overeind en plaatste zich voor het WK. Voor de beslissende wedstrijden tegen Noorwegen stelde Pavel Nedved zich weer voor het Tsjechisch team. De Tsjechen schakelde het weer als vanouds defensieve Noorwegen uit met twee overwinningen van 1-0 en plaatste zich voor de eerste keer als zelfstandig land voor een WK.
Spannend was wel de strijd tussen Turkije en Zwitserland. Zwitserland nam in eigen huis een stevig voorschot op het WK-ticket door met 2-0 te winnen. Er volgde echter nog een heet avondje in Istanboel, na een benutte strafschop van Alexander Frei kwam Zwitserland snel op rozen te zitten. Turkije knokte zich terug in de wedstrijd en kwam op een 3-1 voorsprong met nog ruim op een half uur te spelen. Een doelpunt van Marco Streller in de 84e minuut leek de Turken definitief uitgeschakeld te hebben, maar nadat Tuncay Şanlı zijn derde doelpunt van de avond maakte zette Turkije nog aan voor een daverende stunt, Zwitserland hield echter stand. De druiven waren voor de Turken zuur en de Zwitsers kregen rake klappen in de catacomben. Stéphane Grichting moest zelfs opgenomen worden in het ziekenhuis na een harde trap in zijn kruis. Fifa-voorzitter Sepp Blatter dreigde Turkije te schorsen voor het volgende WK, uiteindelijk moest Turkije zes wedstrijden spelen zonder publiek.
|                                                 |                          |         |         |                                                                                        |
| 12 november 2005 «onderlinge duels» 20:45 (MET) | Zwitserland              | 2 – 0   | Turkije | Stade de Suisse Wankdorf, Bern Toeschouwers: 31.130 Scheidsrechter: Ľuboš Micheľ (SVK) |
| 12 november 2005 «onderlinge duels» 20:45 (MET) | Senderos 41' Behrami 86' | Verslag |         | Stade de Suisse Wankdorf, Bern Toeschouwers: 31.130 Scheidsrechter: Ľuboš Micheľ (SVK) |

|                                                 |                                        |         |                             |                                                                                                 |
| 16 november 2005 «onderlinge duels» 20:15 (OET) | Turkije                                | 4 – 2   | Zwitserland                 | Şükrü Saracoğlustadion, Istanboel Toeschouwers: 42.000 Scheidsrechter: Frank De Bleeckere (BEL) |
| 16 november 2005 «onderlinge duels» 20:15 (OET) | Tuncay 22', 36', 89' Necati 52' (pen.) | Verslag | 2' (pen.) Frei 84' Streller | Şükrü Saracoğlustadion, Istanboel Toeschouwers: 42.000 Scheidsrechter: Frank De Bleeckere (BEL) |

Zwitserland won met 4–4 op basis van het aantal uitdoelpunten en kwalificeert zich voor het hoofdtoernooi
|                                                 |           |         |            |                                                                                  |
| 12 november 2005 «onderlinge duels» 19:30 (MET) | Noorwegen | 0 – 1   | Tsjechië   | Ullevaalstadion, Oslo Toeschouwers: 24.264 Scheidsrechter: Massimo Busacca (SUI) |
| 12 november 2005 «onderlinge duels» 19:30 (MET) |           | Verslag | 31' Šmicer | Ullevaalstadion, Oslo Toeschouwers: 24.264 Scheidsrechter: Massimo Busacca (SUI) |

|                                                 |             |         |           |                                                                            |
| 16 november 2005 «onderlinge duels» 20:15 (MET) | Tsjechië    | 1 – 0   | Noorwegen | Toyota Arena, Praag Toeschouwers: 17.464 Scheidsrechter: Graham Poll (ENG) |
| 16 november 2005 «onderlinge duels» 20:15 (MET) | Rosický 35' | Verslag |           | Toyota Arena, Praag Toeschouwers: 17.464 Scheidsrechter: Graham Poll (ENG) |

Tsjechië won met 2–0 over twee wedstrijden en kwalificeert zich voor het hoofdtoernooi.
|                                                 |                                                      |         |            |                                                                                               |
| 12 november 2005 «onderlinge duels» 22:00 (MET) | Spanje                                               | 5 – 1   | Slowakije  | Estadio Vicente Calderón, Madrid Toeschouwers: 47.210 Scheidsrechter: Massimo De Santis (ITA) |
| 12 november 2005 «onderlinge duels» 22:00 (MET) | García 10', 18', 74' Torres 65' (pen.) Morientes 79' | Verslag | 49' Németh | Estadio Vicente Calderón, Madrid Toeschouwers: 47.210 Scheidsrechter: Massimo De Santis (ITA) |

|                                                 |             |         |           |                                                                                 |
| 16 november 2005 «onderlinge duels» 20:15 (MET) | Slowakije   | 1 – 1   | Spanje    | Tehelné pole, Bratislava Toeschouwers: 23.587 Scheidsrechter: Markus Merk (DUI) |
| 16 november 2005 «onderlinge duels» 20:15 (MET) | Hološko 50' | Verslag | 71' Villa | Tehelné pole, Bratislava Toeschouwers: 23.587 Scheidsrechter: Markus Merk (DUI) |

Spanje won met 6–2 over twee wedstrijden en kwalificeert zich voor het hoofdtoernooi.